# Angol–holland háborúk
A második spanyol armada pusztulása (1639. október 21.) után egyetlen komoly tengeri hatalom maradt: Hollandia. A század közepére azonban Anglia a hollandokénál nagyobb és jobban felfegyverzett hajókat épített, és ezekkel megpróbálta megtörni a hollandok tengeri egyeduralmát.

## Előzmények
A spanyol Armada 1588-as veresége után egyetlen igazi nagyhatalom maradt a tengereken: Anglia, de ezt az előnyt a 17. század elejére eltékozolták. Az angol flotta második nagy korszaka csak később, a 17. század közepén, Cromwell hatalomra jutása után, Robert Blake kinevezésével kezdődött.
A vesztfáliai béke megkötése (1648) után úgy látszott, hogy a frissen függetlenné vált Hollandia tengeri hatalmát komolyabban senki sem veszélyezteti. A hollandok a század közepén ügyesen használták ki azt a rövid időszakot, amelyben Ausztria és a német hercegségek a harmincéves háború okozta károkat próbálták helyreállítani, Angliában és Franciaországban pedig polgárháború dúlt. Az Egyesült Tartományok szédítően gyors gazdasági fejlődését elősegítette földrajzi helyzetük, ugyanis a föderáció két legerősebb tartománya — Holland és Zeeland — ellenőrizte a Rajna, a Maas és a Schelde torkolatát a Balti- és az Északi-tenger, valamint az Atlanti-óceán kereskedelmi útvonalainak találkozásánál. Holland hajók szállították a Baltikum gabonáját és fáját, a svéd vasat és rezet a Földközi-tenger kikötőibe, a visszaúton pedig sót vittek az északi halászkikötőkbe a hal tartósításához. Saját textíliáik mellett az angol szöveteket is ők szállították a Baltikumba. Észak-Amerikában Új-Amszterdam néven alapítottak gyarmatot (ez a mai New York, kelet felé pedig egészen Japánig jutottak — Japánnak 1854-ig az európai országok közül egyedül Hollandiával volt kereskedelmi kapcsolata (Borus, 2011).
A holland admiralitások (a hét tartománynak külön-külön flottája volt) takarékossági okokból a legtöbb hadihajót leszerelték, majd eladták. Az angolok eközben gyorsan fejlesztették flottájukat, és nagyobb részt követeltek maguknak a tengeri kereskedelemből. A 17. század második felére e két tengeri hatalom hektikusan változó szövetségi rendszerekben meg-megújuló küzdelme nyomta rá bélyegét.

### Az angol flotta
Az angolok a 9. századig vezetik vissza flottájuk eredetét, amikor is Alfréd király legyőzte a normannokat. A mai értelemben vett, állandó haditengerészetről azonban csak VIII. Henrik óta beszélhetünk. Az angol uralkodók közül elsőként Henrik ismerte fel a tengeri hatalom jelentőségét és azt, hogy a kedvező földrajzi helyzetű Anglia ellenőrzése alá vonhatja a Nyugat- és Észak-Európa partjai mentén húzódó kereskedelmi útvonalakat. Tekintélyes hadiflottát épített ki; az első, kimondottan katonai célokra készült hadihajók sok, több ütegsorban elhelyezett ágyúval. Ilyen hajó volt a nevezetes Mary Rose, vagy a maga korában még híresebb Henry Grace a’ Dieu, ismertebb nevén a Great Harry: ezek voltak a világ első, modern értelemben vett csatahajói.
Az angol tengeri harcászat egyedi jellegzetességeként a hajók igazi irányítása nem a tengerészek, hanem a hajóra vezényelt katonák kezében volt. A tengerészek csak a katonák afféle fuvarosai voltak: az ellenség közelébe kellett vinniük a katonákat, hogy azok megvívják a harcot. Olyankor, amikor sikerült megszervezniük a fegyvernemek megfelelő együttműködését, az angolok hatékonyabban harcoltak, mint más nemzetek flottái.
Az angol hajóhad Henrik és lánya, Erzsébet idején fejlődött rohamosan, de ez a folyamat I. Jakab hatalomra jutása után megtorpant: uralma alatt a flotta meglehetősen passzív szerepet játszott. Jakab nem mert ujjat húzni a spanyolokkal sem; olyannyira, hogy követelésükre kivégeztette sir Walter Raleigh-t, mert engedély nélkül spanyol birtokokat támadott meg. Az érdemi fejlesztések sorra elmaradtak; a legrátermettebb tengerészek elhagyták a flottát, és külföldi hajóhadakban szolgáltak tovább vagy kalóznak álltak.
I. Károly angol király kivégzése (1649) után a rövid életű Angol Köztársaságban alapvetően Oliver Cromwell akarata érvényesült. Cromwell a kezdetektől ellenségeknek tekintette a hollandokat, akik az angol polgári forradalom ellenében politikailag és anyagilag is a királyt támogatták. Annak ellenére, hogy a belviszályok egyik mozzanataként a névadó Holland tartomány még azt is felajánlotta, hogy csatlakozik a köztársasághoz, mindvégig úgy vélte, hogy előbb-utóbb össze fognak különbözni. Ennek érdekében gyorsan és jelentősen fejleszteni kezdte a flottát.
A kereskedelmi hajózásból származó nyereségre 15 %-os adót vetettek ki, és az így befolyt pénzt a hadiflotta fejlesztésére fordították. A sekélyebb vizekre épült, kisebb merülésű és vízkiszorítású holland egységeknél jóval nagyobb és erősebb hajókat építettek: a legtöbb holland sorhajót az angol flottában csak fregattnak minősítették volna. Az első angol-holland háborúban az angol flotta 18 hajójának mérete és tűzereje volt nagyobb, mint a legerősebb holland hajóé, a Brederodéé. Cromwell tapasztalt tábornokait nevezte ki a flotta élére, ők lettek az úgynevezett tengeri tábornokok. A hajózáshoz ugyan nem sokat értettek, de hamarosan a kalóz hagyományokra épülő haditengerészetek között példátlan rendet és fegyelmet teremtettek: az angol hajóknak nemcsak több ágyújuk volt, de gyorsabban is lőttek velük, ráadásul összehangoltabban tevékenykedtek.
Amíg az angol szárazföldi erők Írországban (1649-50), illetve Skóciában (1650-51) harcoltak, az angol flotta sikeresen biztosította a harcoló seregek utánpótlását, és eközben 1650 szeptemberében „a Királyi Haditengerészet atyjának” nevezett Robert Blake vezetésével Lisszabon előtt súlyos vereséget mértek a Rupert herceget támogató Portugália hajóhadára.

### A holland flotta

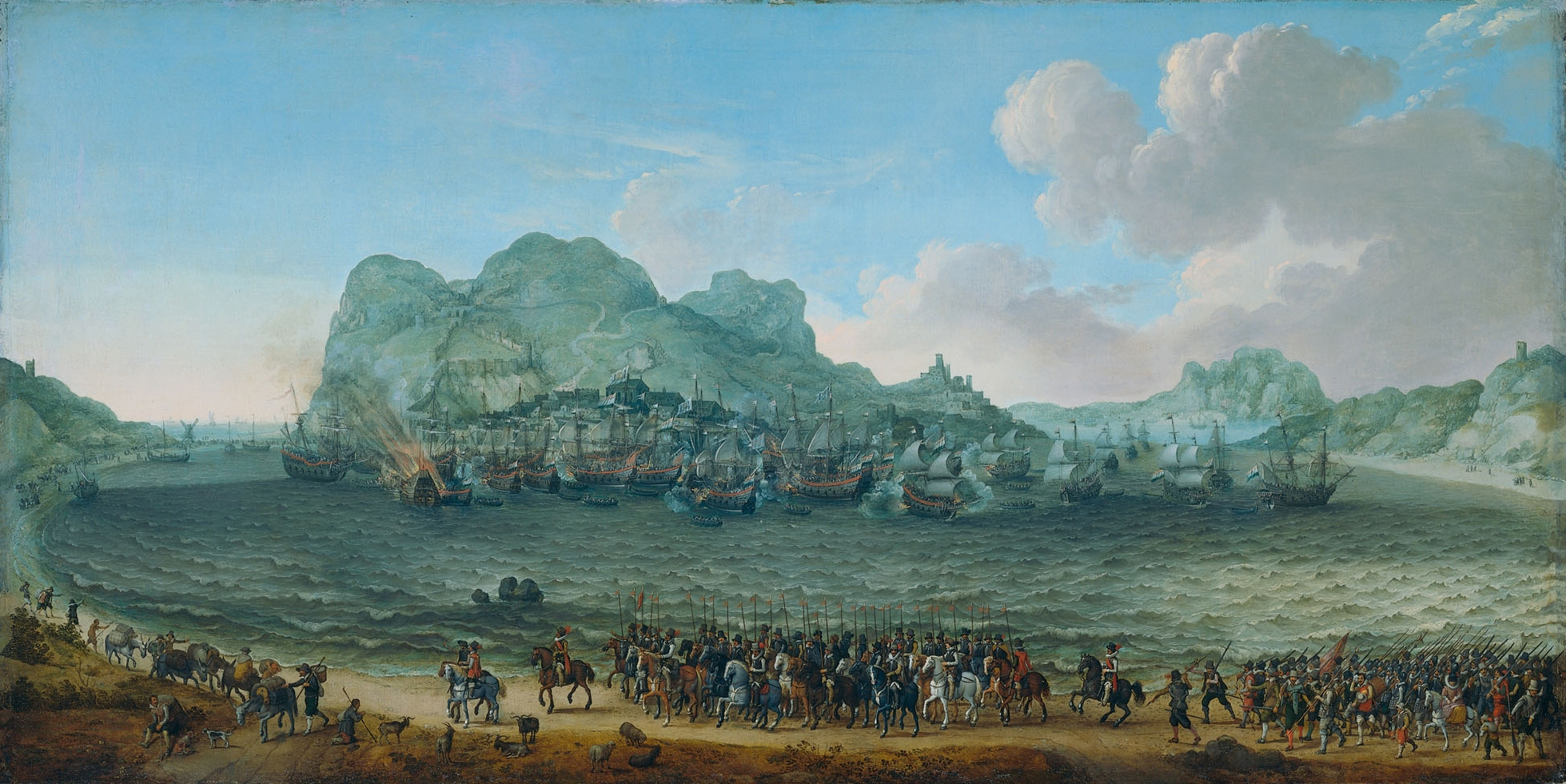
Adam Willaerts (1617): a Jacob van Heemskerck vezette holland flotta szétveri a spanyol hajóhadat Gibraltárnál

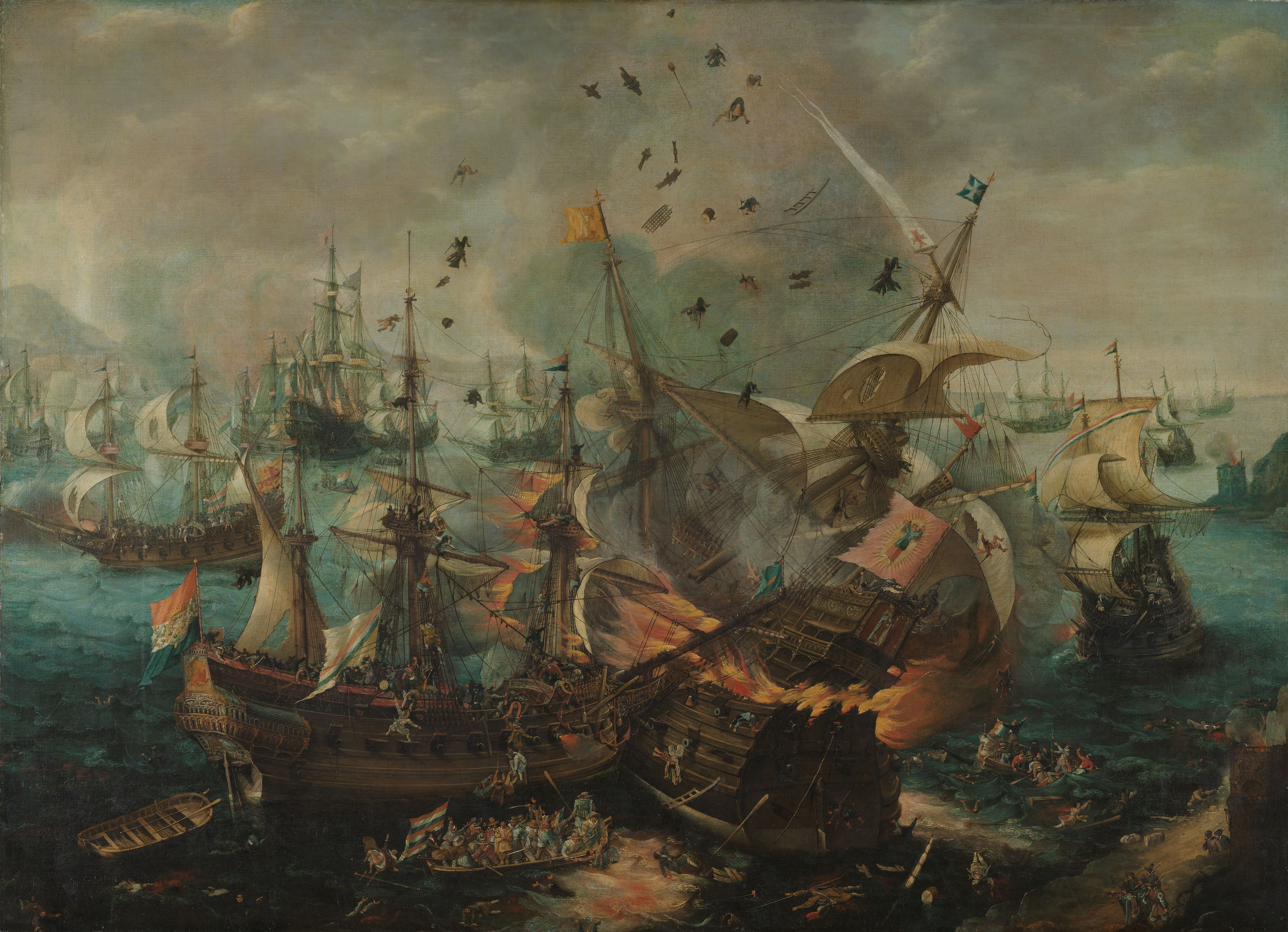
Cornelis Claesz van Wieringen (1621 k.): A spanyol zászlóshajó felrobban a gibraltári csatában 1607. április 25-én

A holland hajóhad apránként, szinte észrevétlenül a 16. század közepének kalózhajóiból szerveződött. Az összefogás első lépcsője a híres „tengeri koldusok” szervezete volt; ennek korai vezetői:
- Louis de Boisot,
- Lumey de la Marche és társaik

mára a holland népmesék figuráivá váltak. Valójában még ők is inkább kalózok voltak, akik, különösebb habozás nélkül kirabolták a holland hajókat és a parti falvakat is. Idővel azonban egyre szervezettebbé és ütőképesebbé váltak, jelentős part menti területeket hódítottak el a spanyoloktól; szervezett tengerészetté azonban csak Piet Heyn és Maarten Tromp parancsnoksága alatt váltak. A holland flotta először 1607-ben Gibraltárnál győzött le nyílt csatában egy spanyol hajóhadat.
A 17. század elején a holland kereskedő flotta négyszer akkora volt, mint az összes többi európai állam kereskedő flottája együttvéve. A holland kereskedő hajók akkor is szállították az árukat a spanyol kikötőkbe, amikor a két ország hadban állt egymással; a spanyolok többször is megpróbálték kitiltani őket, de mindannyiszor rá kellett ébredniük, hogy szállítmányaik nélkül az ország gazdasága összeomlik. A hollandok egyre magabiztosabban léptek fel a területeikre behatolni akaró vetélytársakkal szemben, és még a britek saját vizein is éreztették fölényüket: így például nem voltak hajlandók az angol felségvizeken kifogott halak után adót fizetni.
Éppen azért, mert ilyen sok hajójuk volt, nem érezték szükségét annak, hogy valódi hadihajókat építsenek: az első angol–holland háborúban a holland flotta még besorozott és fölfegyverzett kereskedő hajókból állt. Ezek a zömmel part menti hajózásra épített járművek kisebbek voltak az angol flotta kimondottan hadihajónak épített sorhajóinál. A besorozott hajókat saját, békebeli kapitányaik vezették harcba, és őket természetszerűleg jobban érdekelte hajóik megóvása, mint az ellenség rongálása. A kalóz múltból adódóan berzenkedtek a fegyelem és közös, begyakorolt manőverek ellen; előfordult, hogy egy hajót kapitánya (és tulajdonosa) egy angol hajó elfoglalása után kivezetett a csatából, hogy mint aki jól végezte dolgát, hazahajózzon zsákmányával.
Maarten Tromp jól látta, hogy nemcsak a szervezeti rend marad el a kor követelményeitől, de a hajók is, és beterjesztett egy tervet a hét tartomány admiralitásainak a flotta fejlesztésére, a tervet azonban az elbizakodott politikusok nem fogadták el.

### A hadrendek
A hagyományos tengeri harcászat nem volt túl bonyolult: a két flotta addig manőverezett, amíg egyiküknek nem sikerült az aktuális szélirány szerint kedvező pozícióba kerülnie, amikor is nekirontott a másiknak. A csata sorsát lényegében a „hajó hajó ellen” típusú, pár- vagy kiscsoportos harcok döntötték el. Ilyenek voltak a németalföldi szabadságharc tengeri csatái is mindaddig, amíg Maarten Tromp fel nem találta a csatasort.
A holland flotta anarchikus fegyelmi viszonyai meggátolták ennek hivatalos harcrenddé tételét, a brit „tengeri tábornokok” viszont továbbfejlesztették és kötelezővé tették. A fejlesztés lényege az volt, hogy a csatasor akkor igazán hatékony, ha közel azonos erejű hajókból áll. Ezért a hajókat egységesítették, és osztályokba sorolták. Az addig a szárazföldi seregeknél megszokott módon jobbszárnyra, balszárnyra és középre osztott hajóhadat ezentúl elővédre, középre és utóvédre osztották, és az egyes rajokat színekkel jelölték:
- a harcrend élén haladt a fehér raj,
- középen a vörös,
- hátul pedig a kék.

A flottaparancsnok rendszerint középen, a vörös hajórajt irányította, helyettese pedig a fehéret. Különösen nagy hajóhadakban a három rajt további három-három részre osztották fel. Ha valamilyen okból négy részre tagolták a flottát, a negyedik raj a zöld színt kapta.
Jórészt a csatasor fordította az angolok javára a rosszul kezdett háborút. Eközben a holland parancsnokok többsége az egyéni kezdeményezőkészség elleni merényletnek értékelte a merev harcrendet; ennek eklatáns példájaként Maarten Tromp fia, az ugyancsak tengernagy Cornelis Tromp is nyíltan bírálta ezt a rendszert. A csatasort a hollandok még a második angol–holland háborúban is nehézkesen alkalmazták; azt Michiel de Ruyternek igazán csak a harmadik angol–holland háború idejére sikerült kellőképp begyakoroltatnia.

### A Cromwell-terv

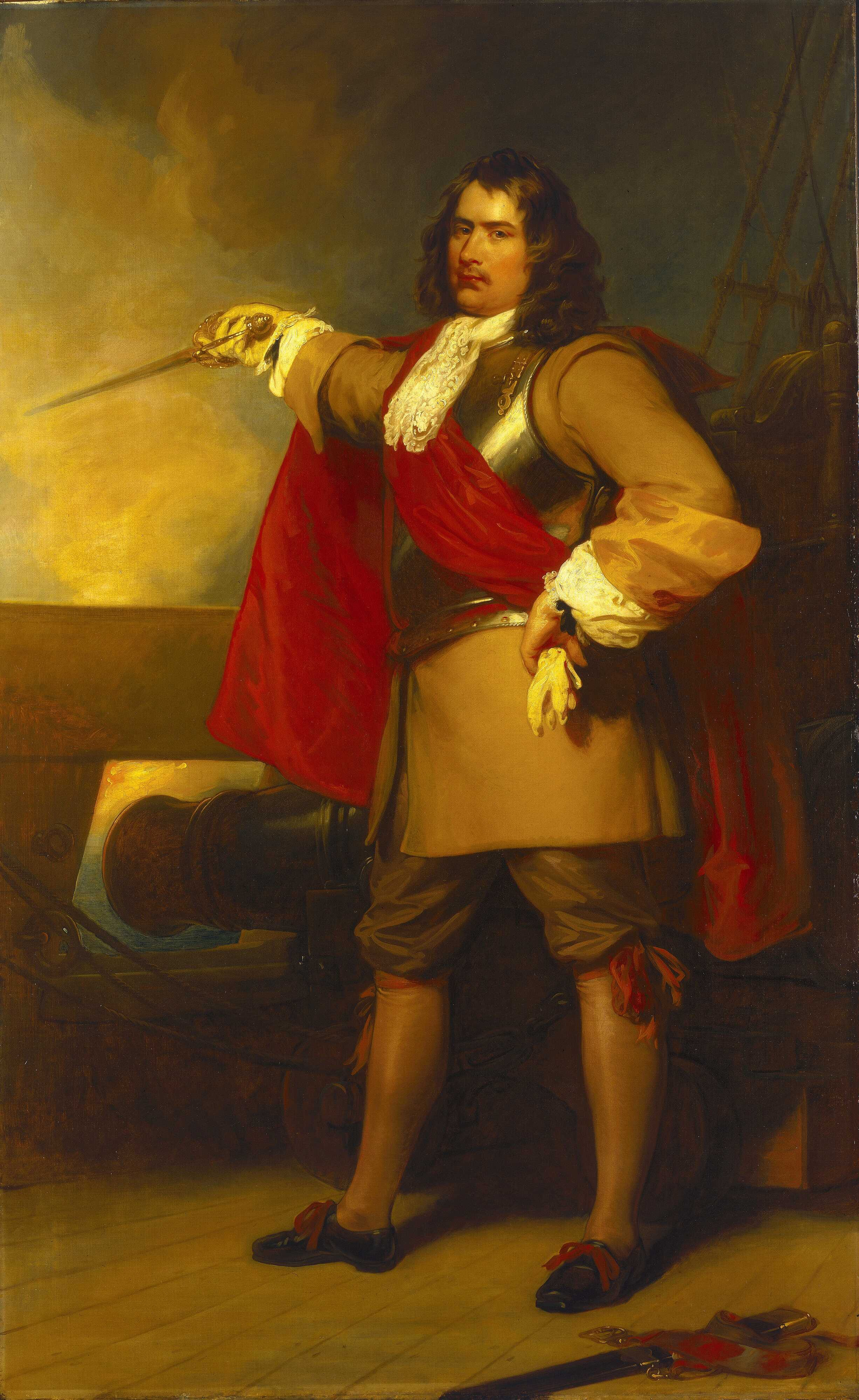
Robert Blake angol admirális

A háború elkerülésére Oliver Cromwell egy lehetőséget látott: a világhatalom békés megosztását. 1651 márciusában egy 246 fős angol delegációt küldött Hágába ezzel a javaslattal:
- holland érdekszférába utalta volna Afrikát és Ázsiát,
- angol fennhatóság alá Észak- és Dél-Amerika került volna úgy, hogy a spanyolok ellen a hollandoknak fegyveresen is segíteniük kellett volna az angolokat. A hollandok azonban nem akartak birodalmat építeni (nem voltak hozzá elegen). Az ő érdekük a szabad kereskedelem volt, és Cromwell ajánlatát olyan, gigantomán légvárnak látták, ami könnyen szárazföldi háborúba sodorhatta volna őket a déli tartományokat továbbra is birtokló Spanyolországgal. Az angolok épp ellenkezőleg, a tengeri kereskedelem szabadságát nem voltak hajlandóak elfogadni, mert a holland kereskedelmi monopóliumokkal nem bírták volna a versenyt. A mintegy három hónapos alkudozás a legcsekélyebb eredmény nélkül zárult.

### A Navigation Act
A status quo-val mélyen elégedetlen angol parlament 1651 októberében — mindössze 3 évvel Hollandia függetlenné válása után — fogadta el a híres (hírhedt) hajózási törvényt (Navigation Act). Ebben a holland közvetítő kereskedelem kiiktatására elrendelték, hogy angol kikötőkbe és angol gyarmatokra csak angol hajó vagy a terméket előállító ország hajója szállíthat árut. Egyúttal engedélyezték az angol hajóknak, hogy (a királypártiak támogatását megtorlandó) elfoghassák a francia hajókat és a francia árukat szállító semleges (értelemszerűen túlnyomórészt holland) kereskedőhajókat. Az angol „állami” kalózok és hadihajók 1651 októbere és 1652 júliusa között több mint száz holland és számos egyéb (főleg francia) hajót zsákmányoltak. Válaszul a holland főparancsnokság felfegyverzett és a flottába sorolt 150 kereskedőhajót.

## Az első háború (1652–1654)

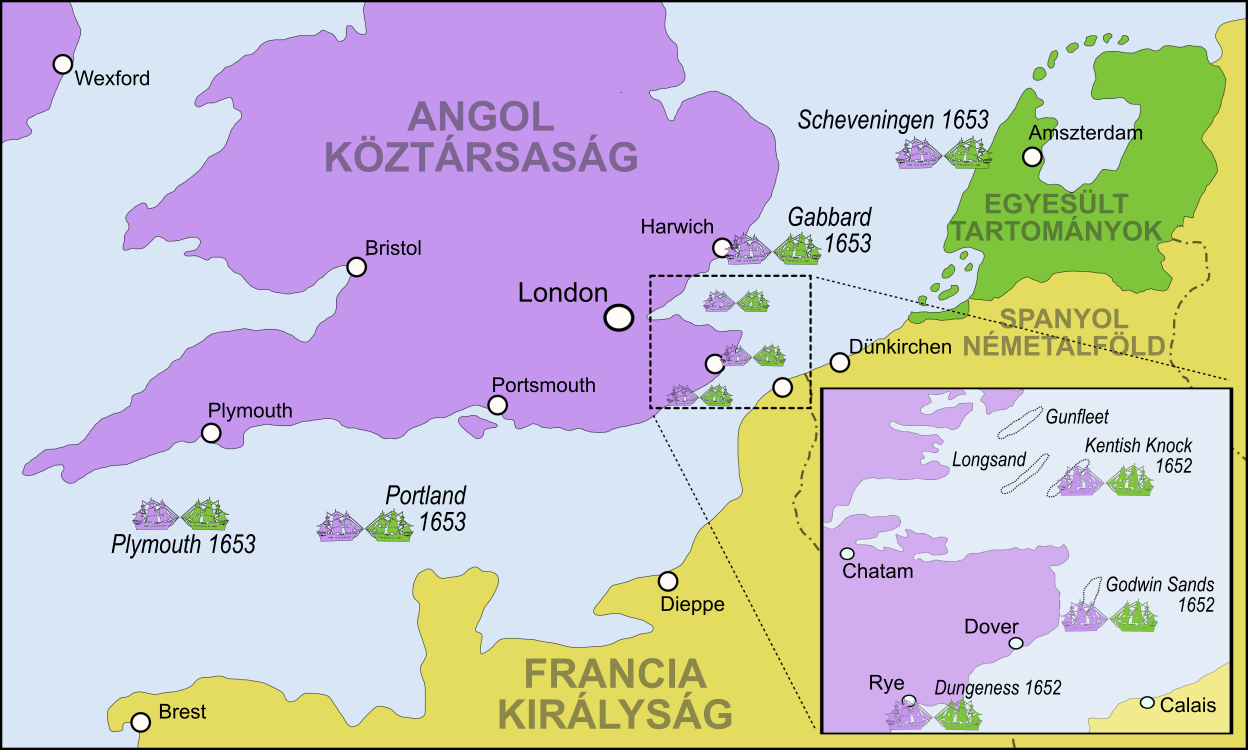
Az első háború fontosabb csatái

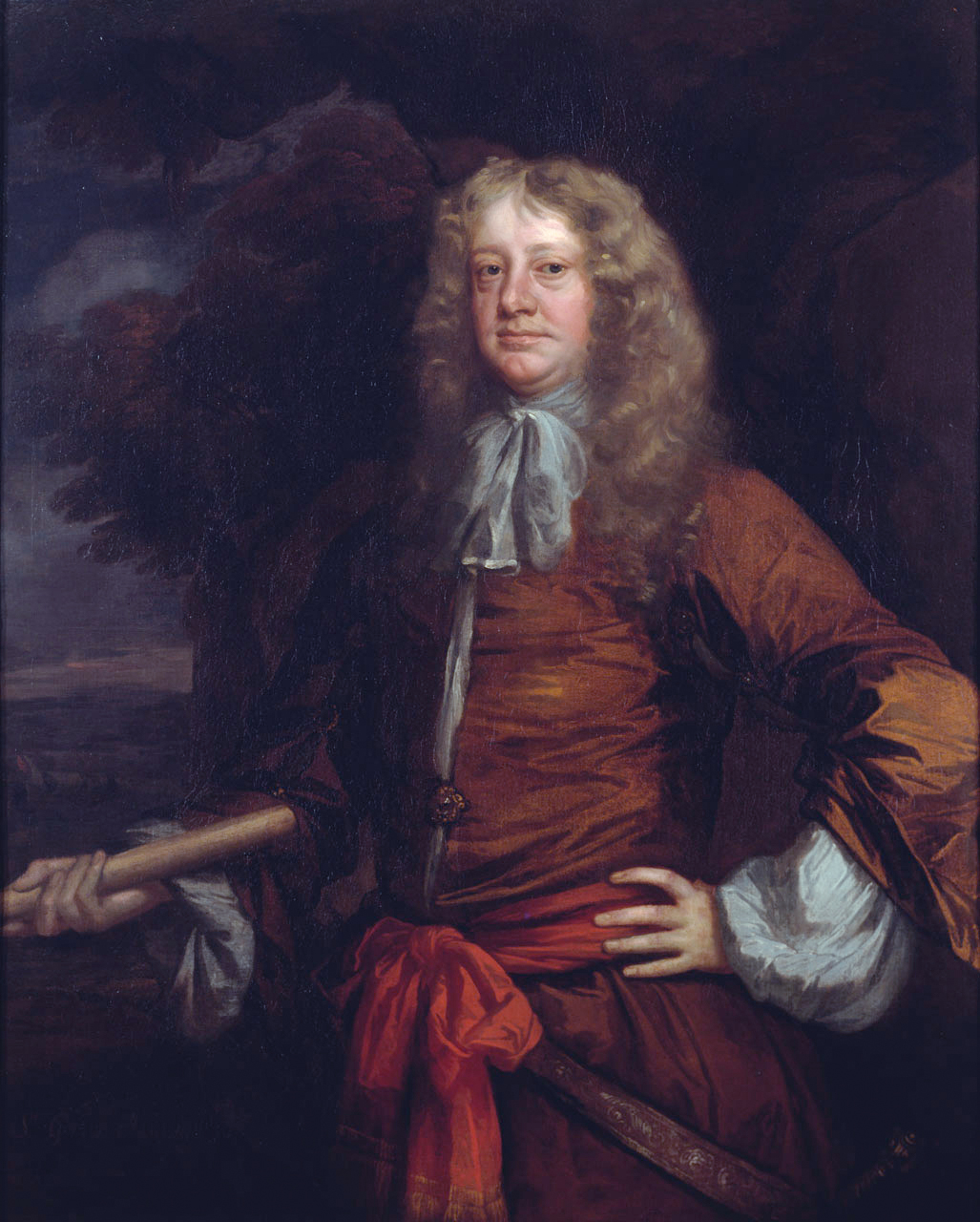
sir Peter Lely: sir George Ayscue angol admirális

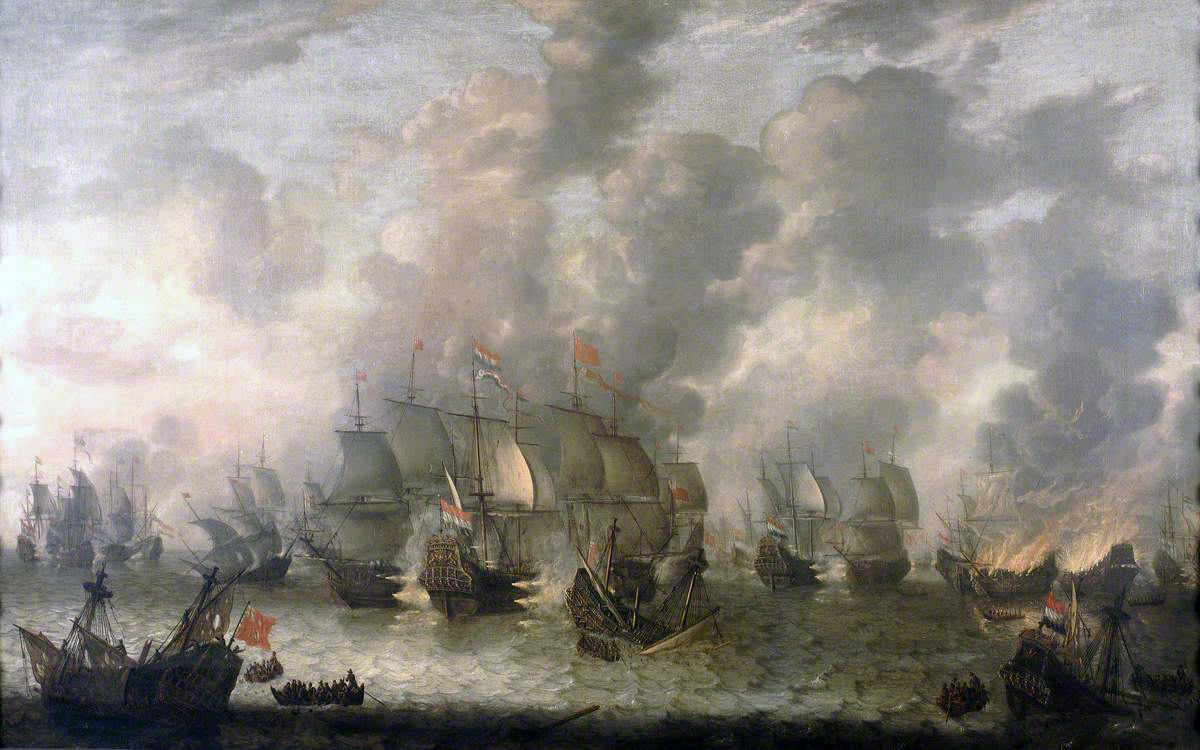
Jan Abrahamsz Beerstraaten (1654): A scheveningeni csata (1653. augusztus 10.)

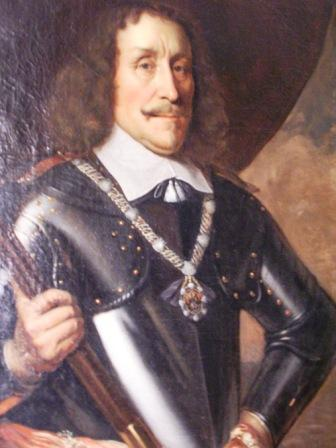
Witte de With holland admirális

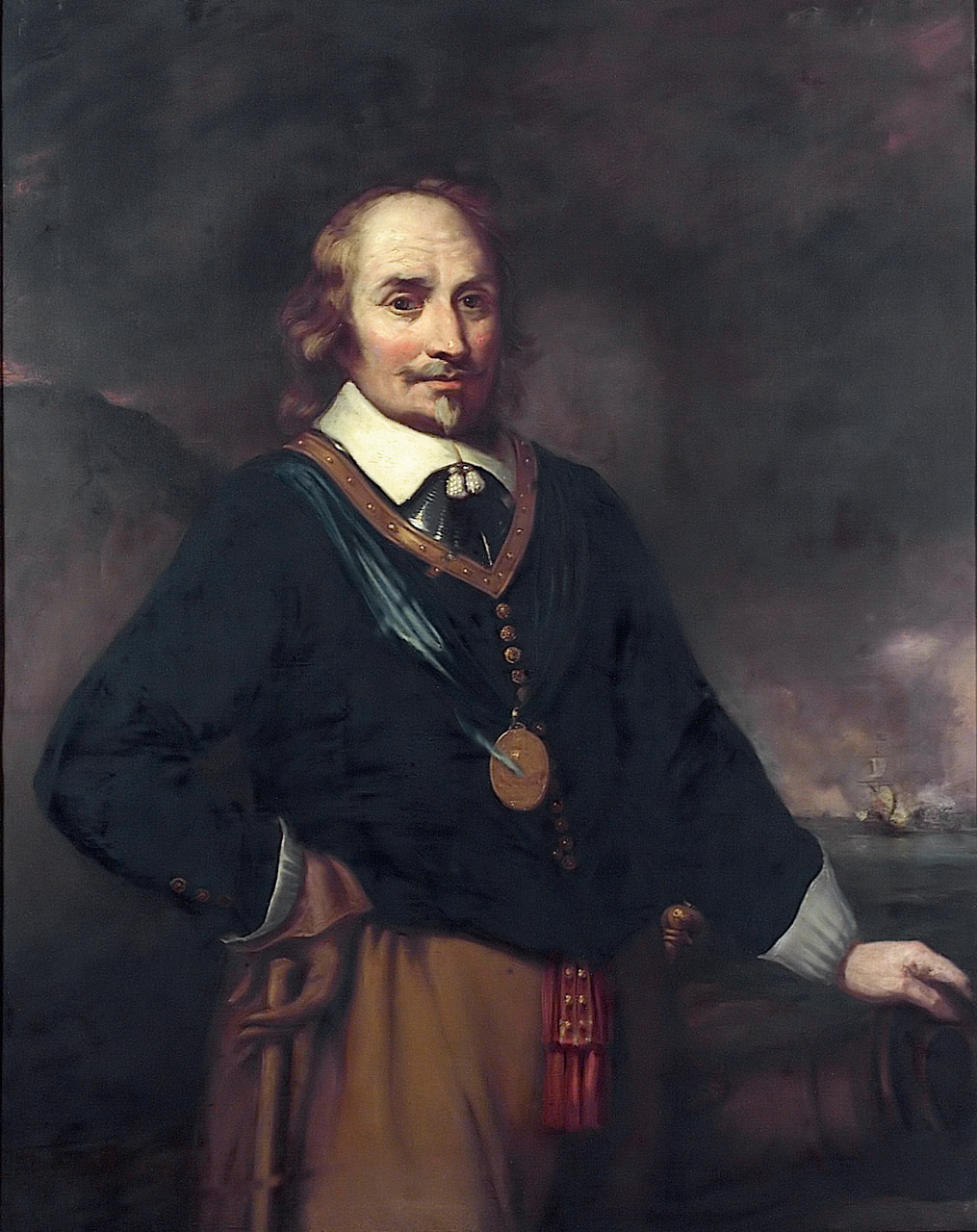
Maarten Tromp holland admirális

Cromwell ezután felélesztett egy rég elfelejtett, ősi rendeletet, és elrendelte, hogy minden, a Csatornán áthaladó hajó tisztelgésül engedje félárbócra zászlaját, ha angol hajó közeleg. Maarten Tromp admirális, aki 1652. május 29-én konvojt kísért egy hazai kikötőbe, nem volt hajlandó így köszönteni Robert Blake admirálist, mire Blake hajói tüzet nyitottak rá. Tromp két hajót elvesztett, de sértetlenül célba juttatta a konvojt. A hollandok még egyszer megpróbáltak tárgyalni, de az angolok jottányit sem engedtek: 1652. július 10-én az angol parlament hivatalosan is hadat üzent Hollandiának.
Az első időszak a konvojok háborúja volt: mindkét fél nagy lelkesedéssel vadászott az ellenfél kereskedelmi hajóira, mindkét kereskedelmi flotta súlyos veszteségeket szenvedett. Ez a „konvojháború” (a kereskedő hajók kölcsönös elfogdosása) az előnyösebb földrajzi helyzetű briteknek kedvezett, akik főerőivel Maarten Tromp nem akart megütközni, mert tisztában volt az angol hajók minőségi fölényével. Ezért júliusban Blake az északi-tengeri holland halászflották ellen indult, főleg azért, hogy kicsalogassa a tengerre Trompot. A halászokat védő holland hajórajt meglepte és teljesen megsemmisítette: a 13 hajóból hármat elsüllyesztett, kilencet elfogott, és csak egyetlen fregatt tudott elmenekülni. Jókora pusztítást vitt végbe a halászhajók között is. Tromp jobb meggyőződése ellenére valóban elindult északnak, hogy megütközzön az angol flottával, de az Orkney-szigetek előtt egy vihar szétszórta a két, már egymás közelében manőverező hajóhadat. A holland flotta komoly károkat szenvedett, és Tromp erre hivatkozva visszavonult a hazai kikötőkbe. A holland hadvezetés ezt a visszavonulást használva ürügyül, de alapvetően politikai okokból leváltotta Maarten Trompot, és helyére régi ellenlábasát, Witte de With altengernagyot nevezték ki.
A Csatornában az első komolyabb összecsapás a plymouthi csata volt: egy sir George Ayscue vezette angol kötelék 1652. augusztus 26-án megpróbált elfogni egy holland konvojt, amit Michiel de Ruyter hajói kísértek. Ruyter visszaverte a támadást, kikötőikbe kergette vissza az angol hajókat. Ayscue-t leváltották.
A Witte de With vezette holland flottára Blake 1652. szeptember 28-án a Temze torkolatában vívott, két napos Kentish Knock-i csatában annyira súlyos vereséget mért, hogy az döntő csapásnak tűnt. Ezért a britek télire elbizakodottan leszerelték a flotta egy nagyobb részét, egy 20 hajóból álló különítményt pedig a Földközi-tengerre küldtek, hogy ottani pozícióikat is megerősítsék. Robert Blake parancsnoksága alatt mindössze 42 sorhajó maradt.
A meggyengült brit csoportosítást az újra kinevezett Tromp (93 hajóval 40 ellenében) 1652 decemberében, Dungenessnél megverte (ez volt Blake első és egyben utolsó tengeri veresége). A vereség után Blake lemondott tisztségéről, de ezt a parlament nem fogadta el. A hollandok szétverték a Földközi-tengerre küldött angol hajórajt is, ismét ellenőrzésük alá vonták a Csatornát és az Északi-tengert, kikötőibe szorították be a brit flottát. A vert helyzetben az angolok békét ajánlottak, amit a holland kormány kedvezően fogadott volna, de túl lassan reagált.
Az angolok ugyanis 1652-53 telén kijavították sérült hajóikat, és újakat is építettek. A csatavesztés okait felderítve átszervezték a hajóhad irányítását, kivizsgálták az egyes beosztott parancsnokok személyes felelősségét, többüket (köztük Robert Blake Benjamin öccsét) leváltották. Megtiltották, hogy a flottába besorozott kereskedőhajókat továbbra is azok békebeli kapitányai vezessék. Befejezték a félkész hadihajókat. A betegségben elhunyt Edward Popham helyére George Monck tábornokot, Cromwell bizalmasát nevezték ki.
A tavasszal újra felszerelt angol hajók 1653 februárjában futottak ki újra a tengerre, és márciusban, a három napos portlandi csatában Blake többé-kevésbé visszavágott Trompnak (ezt az összecsapást mindkét fél saját győzelmeként tünteti fel: az angolok azért, mert a hollandok vesztettek több hajót, a hollandok azért, mert a kísért konvoj legtöbb hajóját sikerült célba juttatni). A csatában ellőtték Blake combját, és ő ezután több hónapig betegeskedett, illetve lábadozott. Mindenesetre a csata után az angolok vették blokád alá a holland partokat.
Március végén a három „tengeri tábornok” (Blake, Deane és Monck) kiadta híres, „Sailing and Fighting Instructions” nevű tengeri harcászati szabályzatát, amiben az angol flották új csatarendjévé Maarten Tromp már több mint egy évtizedes, de Hollandiában még mindig vitatott újítását, a csatasort tették. A következő 300 évben, a második világháború végéig ez maradt a hadiflották hivatalos harcrendje.
Június 12–13-án a Maarten Tromp vezette flotta a Gabbard-zátonyoknál ismét megütközött a George Monck, Richard Deane és William Penn vezette angolokkal. Ezúttal a hollandok léptek fel támadólag, mert az angol blokád fojtogatta az országot. Tromppal az angolok saját találmányát, a csatasort fordították szembe. Amikor egy, a hollandok számára kulcsfontosságú manőver közben elállt a szél, hajóik ott maradtak a messzebb hordó angol ágyúknak kiszolgáltatva, és katasztrofális vereséget szenvedtek: húsz hajójuk süllyedt el, illetve került az angolok kezébe. Most már ők kértek békét, mert nemcsak kereskedelmüket fenyegette az összeomlás, de már városaik élelmiszerellátása is akadozott.
A béketárgyalásokat júniusban kezdték el, és közben a hollandok augusztusban még egyszer megpróbálkoztak a katonai megoldással. A scheveningeni csatában ismét az angolok kerekedtek felül; a legendás admirális, Maarten Tromp is elesett. Súlyos veszteségeket szenvedtek az angolok is, – annyira súlyosakat, hogy kénytelenek voltak feladni a blokádot.
A béketárgyalások ezután még hónapokig elhúzódtak, de már komolyabb harcok nélkül. A hollandok továbbra sem voltak hajlandók Angliával egyesülni, és felosztani sem akarták vele a világot. A Hollandiába menekült királypártiakat sem adták ki, viszont az 1654. május 8-án aláírt első westminsteri békében elfogadták a Navigation Act (Tengerhajózási törvény) rendelkezéseit — igaz, ezeket a gyakorlatban nem tartották be. A szerződés titkos záradékában vállalták, hogy az Orániai-ház egyetlen tagját sem választják helytartóvá (végül az ekkor már majdnem négy éves Vilmos 1672-től a Holland Köztársaság legtöbb tartományának helytartója lesz, majd 1689-től Anglia, Írország és Skócia királya).
Anglia nevében a békét 1654 áprilisában Lord Protectorként Oliver Cromwell kötötte meg, akit ezután sokan bíráltak engedékenységéért. Az egyértelmű győzelmet nem használta fel jelentős kereskedelmi előnyök kicsikarására, bár azt kikövetelte, hogy a hollandok adják át a szerecsendió egyedüli termőhelyének számító Banda-szigetek legnagyobbikát, Run-szigetet, ezzel a hollandok elvesztették a szerecsendió-kereskedelem monopóliumát. Legfőbb követelése az volt, hogy a hollandok ismerjék el Anglia államformájának a protektorátust Johan de Witt pedig érje el, hogy az Oránia–Nassaui-házat zárják ki a hatalomra kerülhetők közül. A kizárásról szóló okiratot (Act of Seclusion) végül az Egyesült Tartományok hét rendi gyűlése közül egyedül a legbefolyásosabb, Holland Tartományé fogadta el (Borus, 2011).

## Köztes időszak (1654–1665)

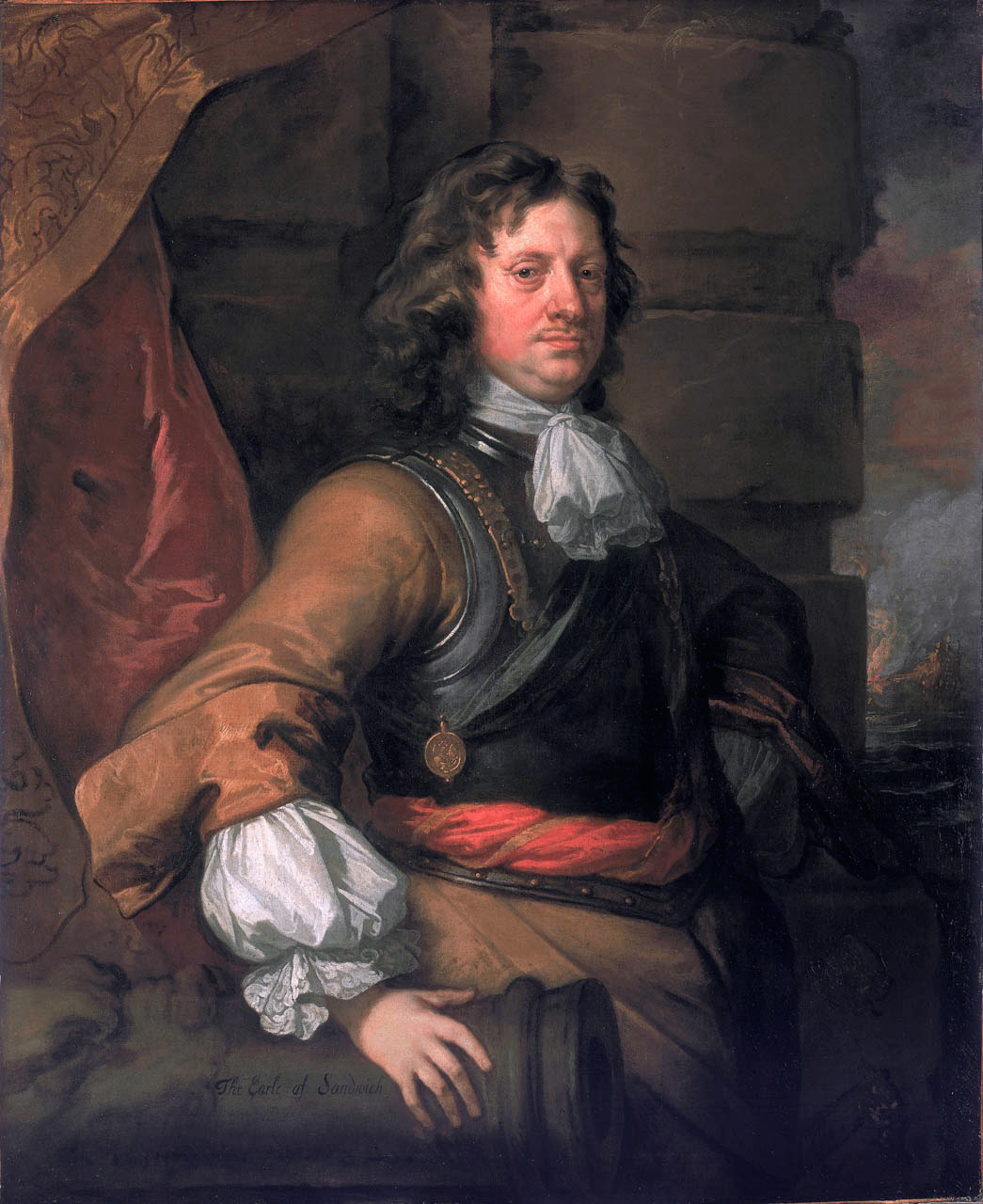
sir Peter Lely (1666)†: Edward Montagu (1625–1672)

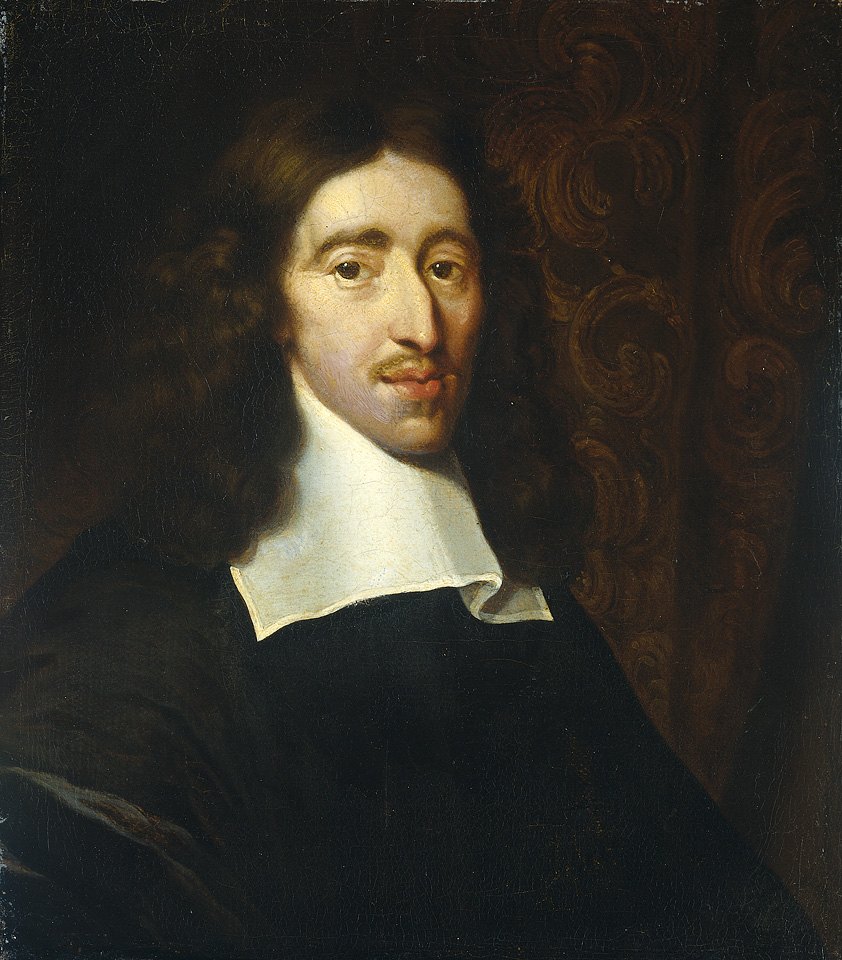
Caspar Netscher: Johan de Witt főpenzionárius

A békeszerződés nem oldotta meg a két ország kereskedelmi ellentéteit, a két kereskedelmi és haditengerészet versenye folytatódott. Még véget sem ért a háború, amikor a hollandok elkezdték új hajóépítő programjukat. A kereskedelmi hajók felfegyverzése helyett elővették Marteen Tromp korábbi javaslatát, és hozzáfogtak 60 nagy sorhajó építéséhez, hogy azokban majd ne felfegyverzett civilek, hanem hivatásos haditengerészek hajózzanak. Bár ezek a sorhajók még mindig kisebbek voltak, mint az angol flotta legnagyobb hajói, de már a siker reményével vehették fel velük a harcot. Pénzt azonban nem adtak hozzá eleget, és így 1665-ben a legtöbb új sorhajó félig-meddig készen még szárazon, a hajógyárban állt. Az új háború kitörése nemcsak ezek befejezését gyorsította fel, de további húszat is rendeltek hozzájuk. Ezalatt a jóval népesebb, de fejletlenebb gazdaságú Anglia mindössze 12 új hajó építését tudta finanszírozni.
Cromwell nem akart újabb összetűzésbe keveredni Hollandiával, és még azt is válasz nélkül hagyta, amikor a hollandok a soundi csatában megverték az angolokkal szövetséges és Dánia lerohanását tervező Svédország hajóhadát — az angolok ugyanis ekkor éppen Spanyolországgal hadakoztak, és nem akarták, hogy a hollandok hátbatámadják őket. A hollandok sem akarták magukra haragítani a briteket. Bár a Navigation Act rendelkezéseit nem tartották be, arra gondosan ügyeltek, hogy hajóik a Csatornán az előírás szerint üdvözöljék az angol hajókat.
A restauráció után az angolok derűlátóvá és bizakodóvá váltak. A viszonylagos béke tíz éve után úgy érezték, eléggé megerősödtek ahhoz, hogy végleg leszámoljanak a holland kereskedők monopóliumaival. A király sokáig békepárti volt, már csak azért is, mert hatalmas összegekkel tartozott a hollandoknak — később a fiatal Orániai Vilmos miatt összeveszett a holland régensekkel, akik minden eszközzel igyekeztek távol tartani a hatalomtól II. Károly unokaöccsét. Ezek az ellentétek elsimulni látszottak 1663-ban, amikor XIV. Lajos bejelentette, hogy Franciaország igényt tart a Habsburgok kezén lévő dél-németalföldi tartományokra. Ez a lépés egyformán súlyosan sértette Anglia és Hollandia érdekeit, így ellentéteiket félredobva közösen léptek fel a francia hatalmi igényekkel szemben.
A politikai helyzet akkor változott meg, amikor II. Károly menesztette a hollandokkal rokonszenvező államminiszterét, lord Clarendont, és helyébe annak régi ellenségét, lord Arlingtont állította. Arlington a yorki herceggel, a későbbi II. Jakabbal együtt erőteljes kampányt kezdett a háború érdekében. Arlingtont a személyes becsvágy és a hollandok gyűlölete ösztönözte, Jakab, a Királyi Afrika Társaság elnöke pedig a Holland Nyugat-indiai Társaság birtokait szerette volna megszerezni. Amikor a hágai angol követ jelentette, hogy Hollandiát belviszály osztja meg, úgy érezték, itt az alkalom a háború kirobbantására. Ennek hangulati megalapozására a sajtóban propaganda-hadjáratot kezdtek a hollandok ellen, sorra jelentették meg a gyalázkodó, a hollandokat kegyetlen, barbár iszákosoknak ábrázoló pamfleteket. Főleg az 1623-as batáviai incidens emlékét melegítették fel: a Jáva elleni angol támadás visszaverése után a hollandok több angol kereskedőt nyilvánosan halálra kínoztak a helybeliek előtt, hogy ezzel is demonstrálják a bennszülötteknek, mennyire ők a helyzet urai. Az eset óriási felháborodást keltett Angliában, és még évtizedek múlva is sikeresen használták hollandellenes érzelmek gerjesztésére.
Hogy provokálják a holland hajókat, az angol hajók többé nem viszonozták azok üdvözlését a Csatornán. A holland admiralitások ugyan utasították a kapitányokat, hogy ne üljenek fel az ilyen provokációknak, de sok holland kapitány nem hagyta megtorlatlanul a sértést.
A háború végül nem az ilyen incidensek miatt robbant kiː a harcok a gyarmatokon kezdődtek. Jakab ugyanis megbízta a Királyi Afrika Társaság szolgálatában álló Robert Holmest, hogy foglalja el a holland gyarmatokat és rabszolgakereskedő állomásokat Nyugat-Afrikában. 1664 végén hajórajuk, amelyet maga a yorki herceg vezetett (Borus, 2011), elfoglalta az észak-amerikai holland területeket is.
A gyarmatok visszafoglalására a hollandok egy Michiel de Ruyter vezette hajórajt küldtek ki — de Ruyter első lépésként szétverte a guineai angol flottillát, és visszafoglalta a gyarmatot (Hickman), majd az amerikai partok felé indult.
Eközben az államilag támogatott angol kalózok is súlyos károkat okoztak a holland kereskedőknek, majd 1664 decemberében egy angol hajóraj megtámadott egy holland konvojt. Bár a támadást visszaverték, de ezzel betelt a pohár a hollandok számára, és 1665 januárjában engedélyezték, hogy a holland hajók tüzet nyissanak az angolokra, ha azok támadó szándékkal látszanak közeledni. Ezt a rendeletet használták casus belliként az angolok, hogy 1665. március 4-én hivatalosan is hadat üzenjenek Hollandiának. Szövetségesül megnyerték a münsteri német hercegséget, és annak csapatai a szárazföldön támadtak a holland tartományokra.

## A második háború (1665–1667)

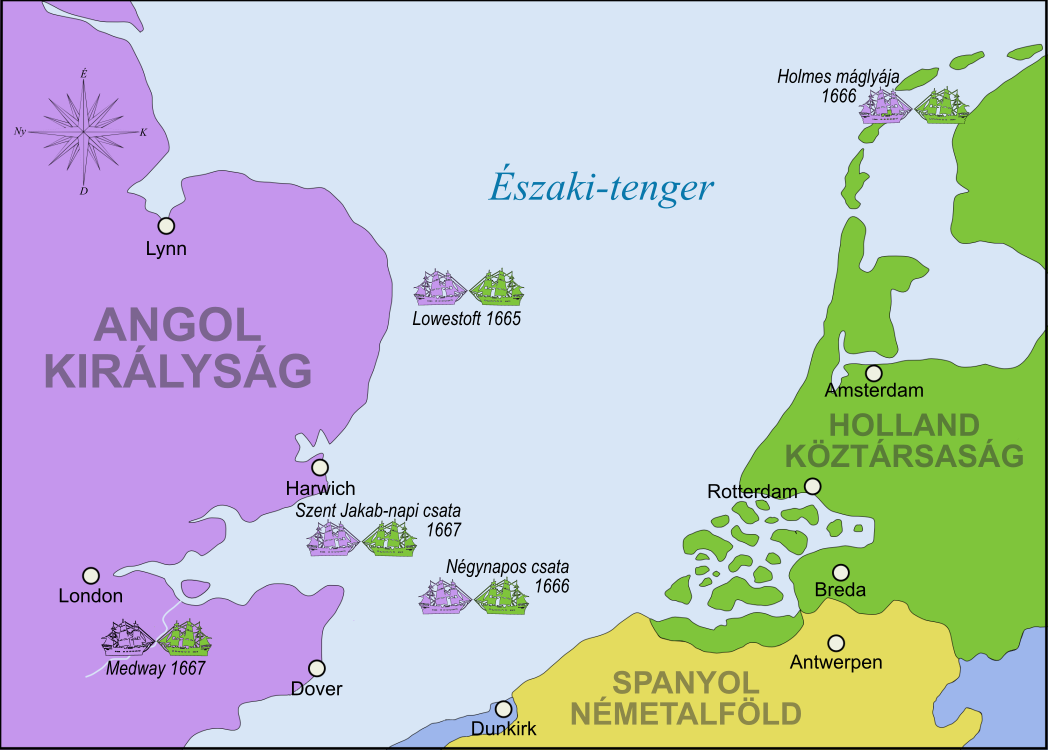
A második háború fontosabb csatái

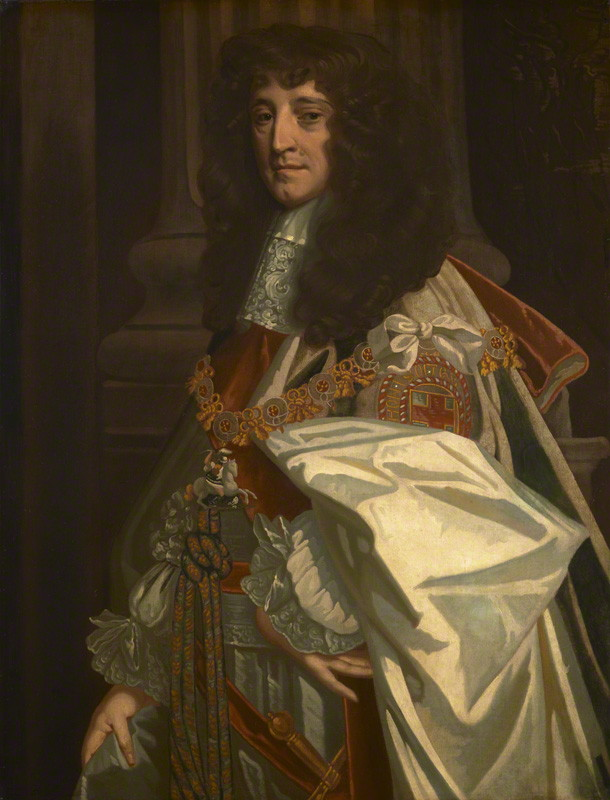
sir Peter Lely: Rupert pfalzi herceg (London, (Nemzeti Portréképtár)

### A háború első éve

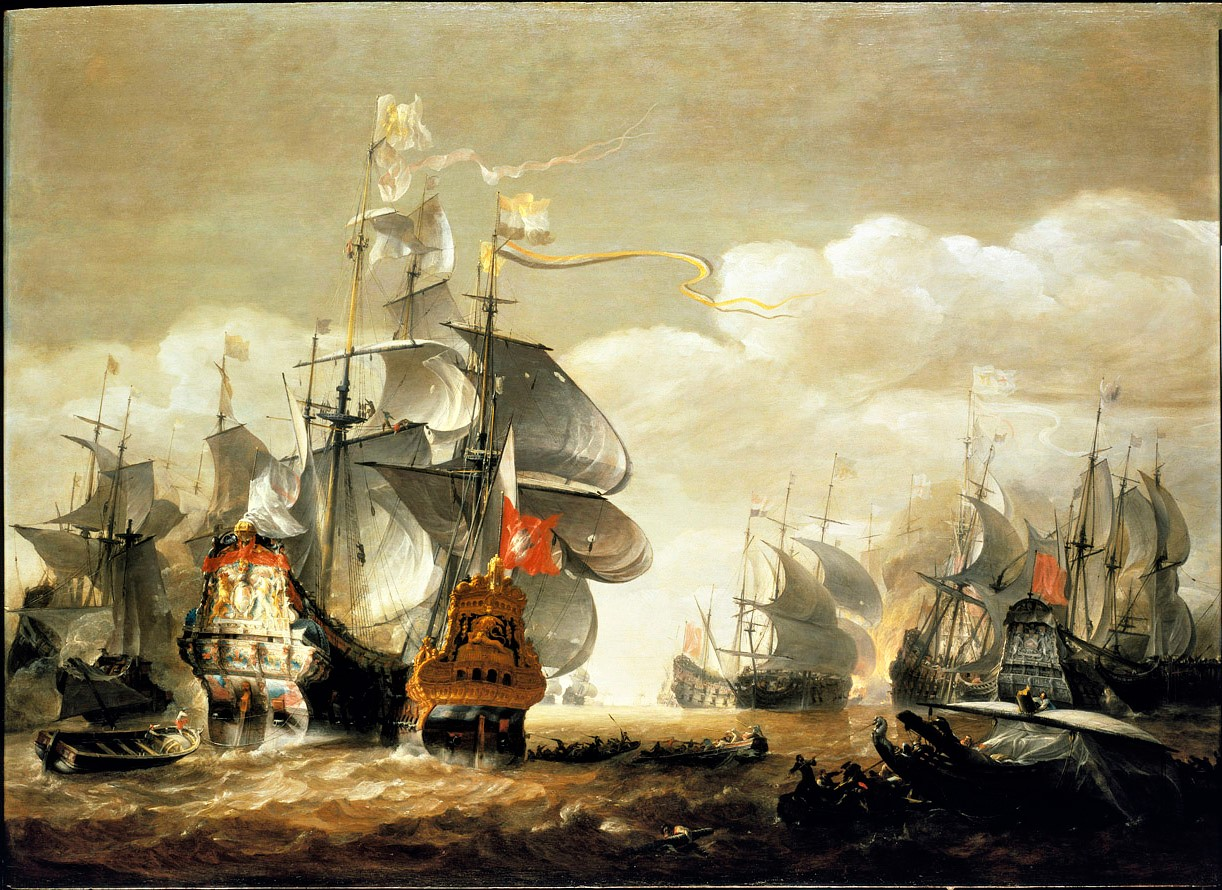
Hendrik van Minderhout (1665 körül): A lowestofti csata (1665. június 13.)

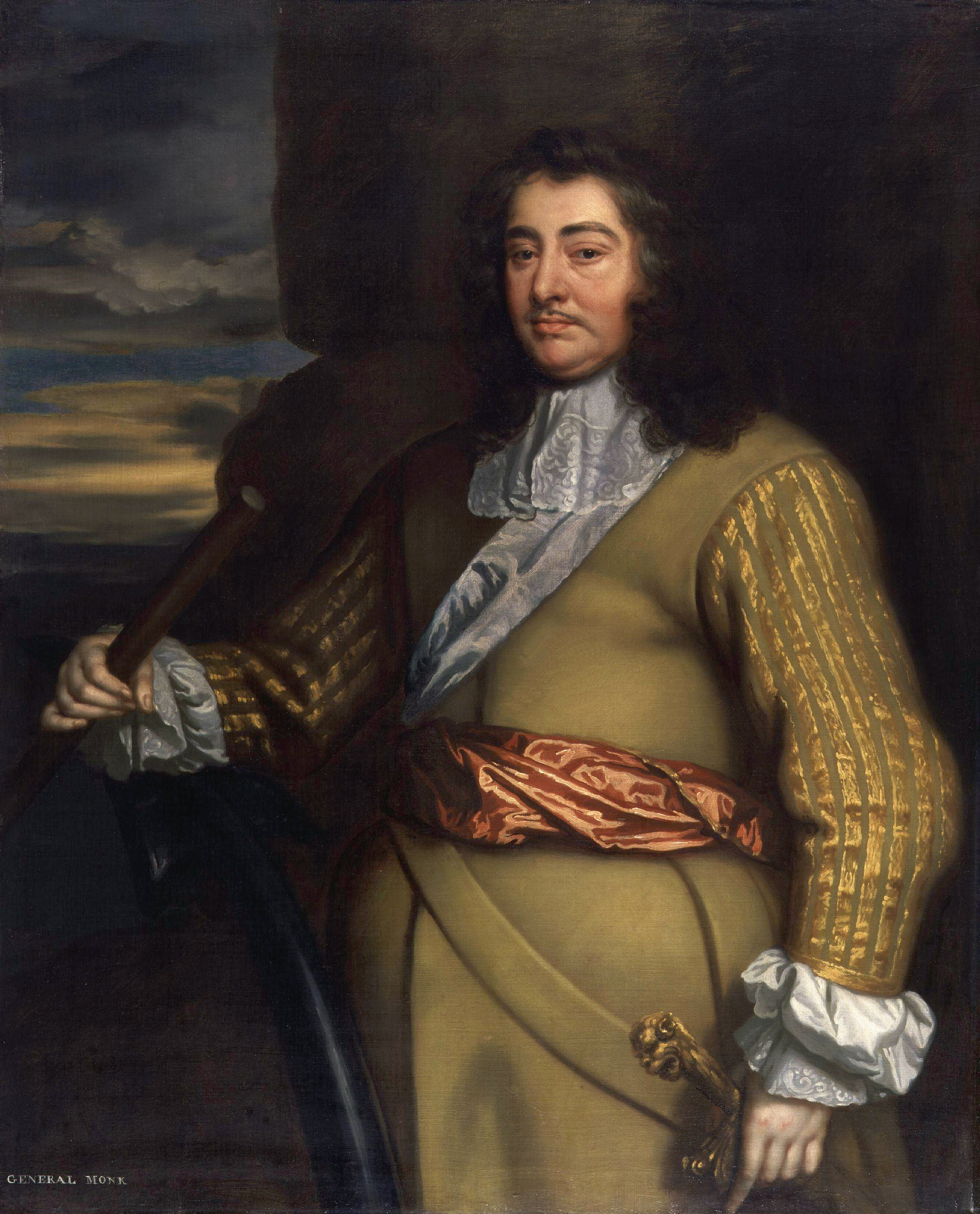
sir Peter Lely: George Monck herceg, angol admirális (London, Nemzeti Portréképtár)

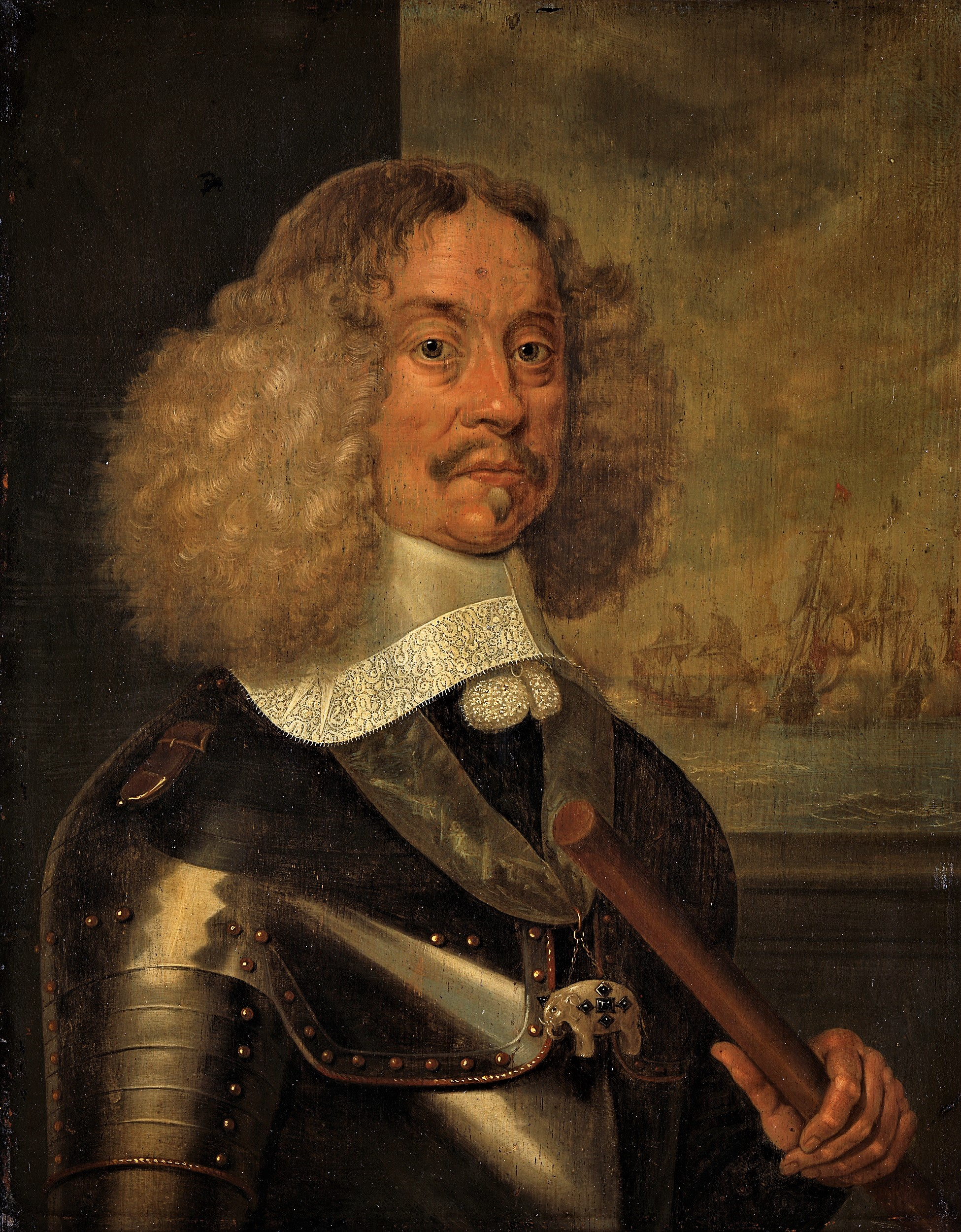
Abraham Evertszoon van Westerveld: Jacob van Wassenaer Obdam holland admirális

Ez a háború is a kereskedelmi konvojok elleni hajtóvadászatokkal kezdődött. Az első nagy csatát, amely majdnem el is döntötte a háború sorsát, 1665. június 13-án vívták Lowestoftnál — a csatában 212 hajó vett részt összesen 9411 ágyúval.
- Az angol flottát a yorki herceg, a későbbi II. Jakab vezette; ő irányította az elővédet, a derékhad parancsnoka Rupert herceg, az utóvédé pedig Edward Montagu volt.
- A Jacob van Wassenaer Obdam vezette holland flottát hét hajórajra tagolták, mert mind a hét holland tartomány admiralitása ragaszkodott ahhoz, hogy saját hajórajt küldjön harcba. Az egyenlőséget hangsúlyozandó a legtöbb hajót kiállító rotterdami és amszterdami admiralitások egyes hajóit a kisebb admiralitások kisebb hajórajaiba osztották be.

A csata azonban elsősorban nem ezért zárult teljes angol győzelemmel, hanem a holland tengernagy áttekinthetetlen, egyértelműen kártékonynak bizonyult manőverezgetése miatt: a holland hadrend felbomlott már azelőtt, hogy a tényleges harc elkezdődött volna. A csatában elesett maga van Wassenaer is, amikor zászlóshajója, az Eendracht felrobbant. 20 holland sorhajó veszett oda, 8 másik pedig olyan súlyosan megsérült, hogy visszaérkezésük után törölni kellett őket a flotta állományából; az angolok egyetlen nagyobb hajót vesztettek.
Jakab nem aknázta ki a győzelmet:
- nem üldözte és verte szét teljesen a menekülő holland hajóhadat;
- nem vette blokád alá a holland kikötőket.

Ezen mulasztások eredményeként a hollandok pótolták veszteségeiket, Jakabot pedig leváltották a főparancsnok tisztségéből, amit megosztottak George Monck és Rupert herceg között — ők régi ismerősök voltak még abból az időből, amikor Monck Cromwell egyik „tengeri tábornoka” volt, Rupert herceg pedig magán hajóhada élén a köztársaság ellen küzdött. Kölcsönösen becsülték egymást; mindvégig kiválóan együttműködtek.
A vereség hatására a hollandok hazarendelték az Atlanti-óceánon hajózó de Ruytert. Ő addigra lerombolta Barbados partvédő erődítményeit és hajóépítő üzemét, majd északnak fordult. A parancs miatt nem maradt ideje az angolok által megszállt Új-Amszterdam felszabadítására, viszont sebtiben kifosztotta Új-Fundlandot (Hickman).

### Diplomáciai manőverek
Az angolok a fényes győzelem után szövetséget ajánlottak Spanyolországnak, ezzel azonban magukra haragították a franciákat: XIV. Lajos hadat üzent Angliának, és gyorsan csapatokat küldött északra, hogy a szárazföldön segítsék meg a hollandokat. A holland–francia szövetséghez nagy anyagi támogatás fejében hamarosan csatlakozott III. Frigyes dán király is. Rávették a Brandenburgi Választófejedelemséget, hogy vonják össze csapataikat Münster határán, ennek hatására Anglia egyetlen szárazföldi szövetségese inkább gyorsan békét kötött a hollandokkal.

### A holland hajóhad újjáépítése

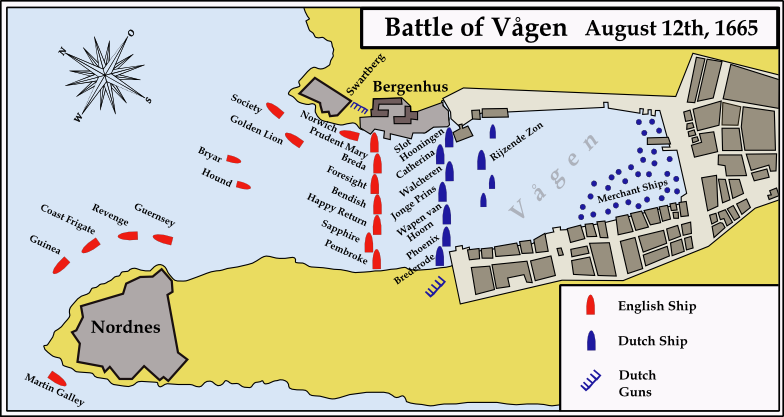
A vågeni csata (1665. augusztus 12.)

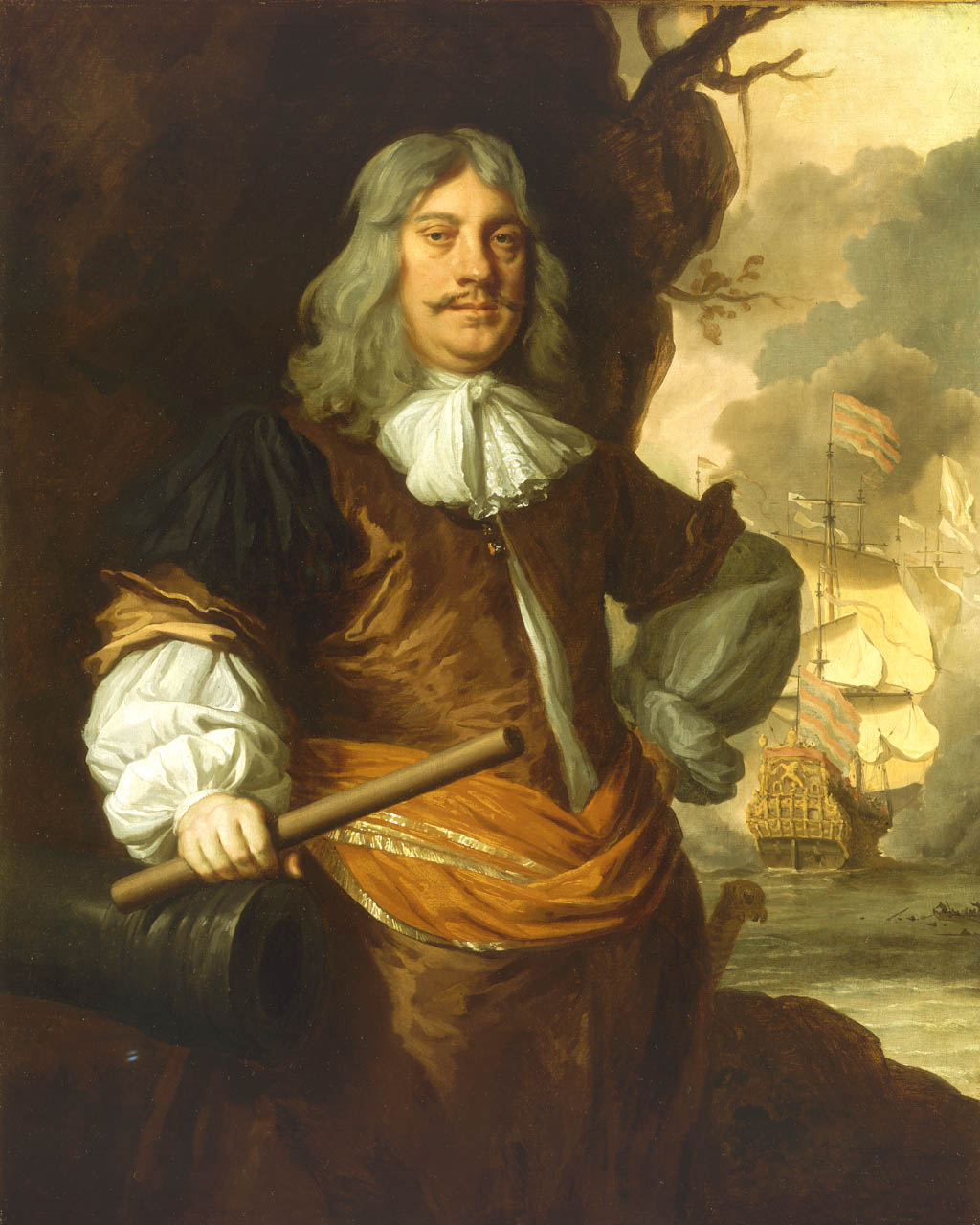
sir Peter Lely: Cornelis Tromp (1629–1691) holland admirális

Van Wassenaer halála után a flotta parancsnokává ideiglenesen Cornelis Trompot nevezték ki. A legtöbb tiszt úgy gondolta, hogy kinevezését hamarosan véglegesítik, de és Tromp nagy csalódására a flotta parancsnokságát az Atlanti-óceánról augusztus elején befutó de Ruyterre bízták. Az új parancsnok néhány kisebb, sikeres akcióval lelket öntött embereibe. A Lowestoftnál elszenvedett veszteségeket gyorsan pótolták:
- a Holland Kelet-indiai Társaság erre alkalmas hajóit hadrendbe állították,
- az 1653-as flottafejlesztési terv alapján elkezdett sorhajók közül az első harmincat befejezték.

A Holland Kelet-indiai Társaság  hazatérő fűszerflottája 1665. augusztus 12-én a Bergen kikötőjében vívott vågeni csatában a norvégek segítségével visszaverte egy angol hajóraj támadását, majd befutott honi kikötőibe. Ez a siker nem annyira katonai, mint inkább gazdasági volt; a tengerek urai az év hátralévő részében is az angolok maradtak.

### A háború második éve

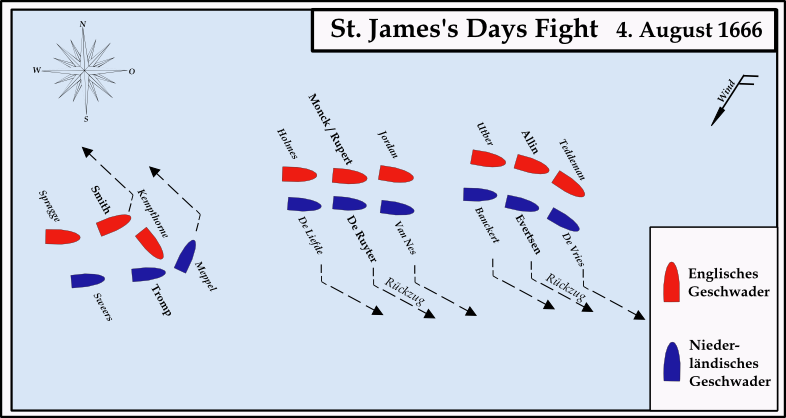
A Szent Jakab-napi csata első napja (1666. augusztus 4.)

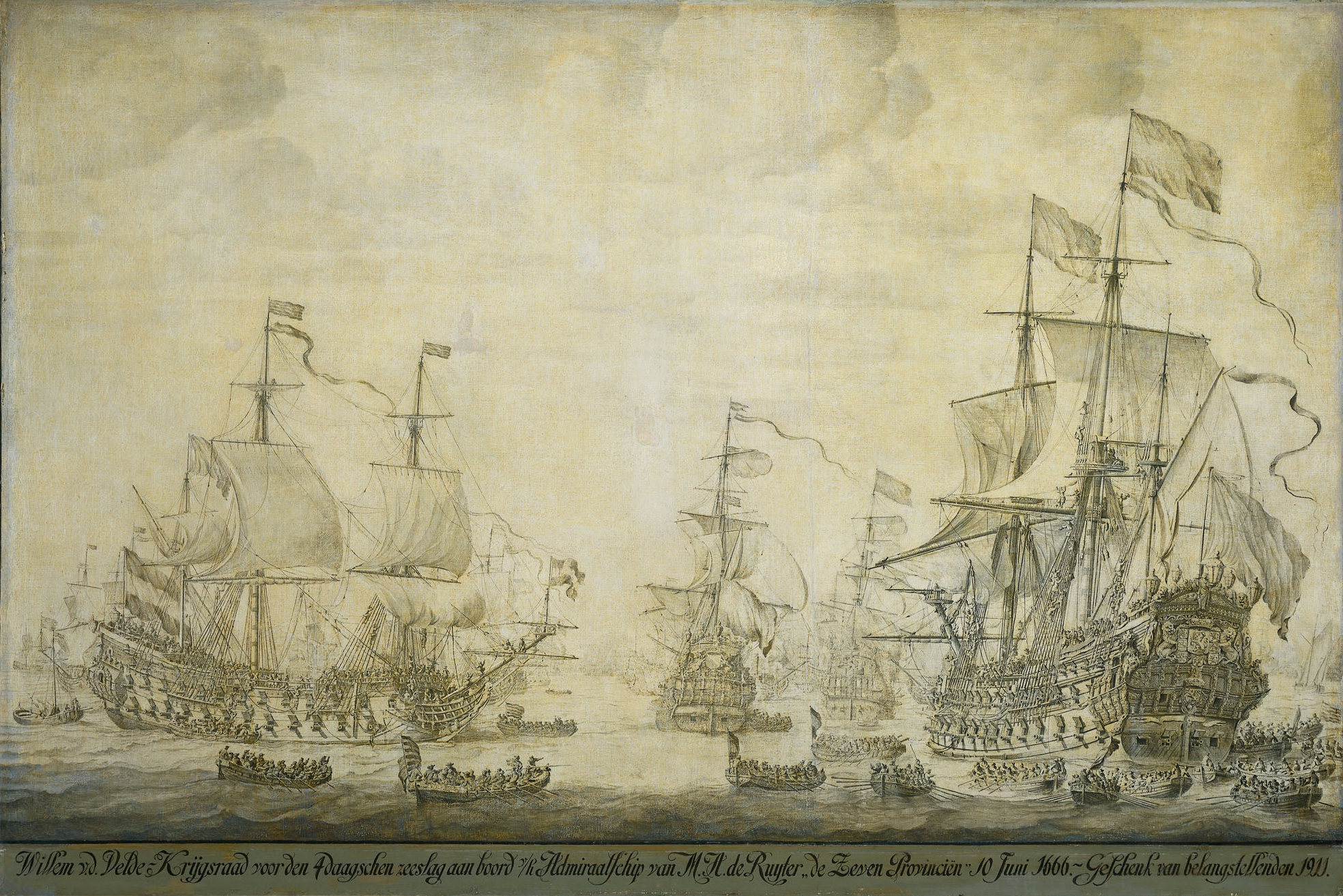
de Ruyter zászlóshajója, a de Zeven Provinciën a négy napos csatában

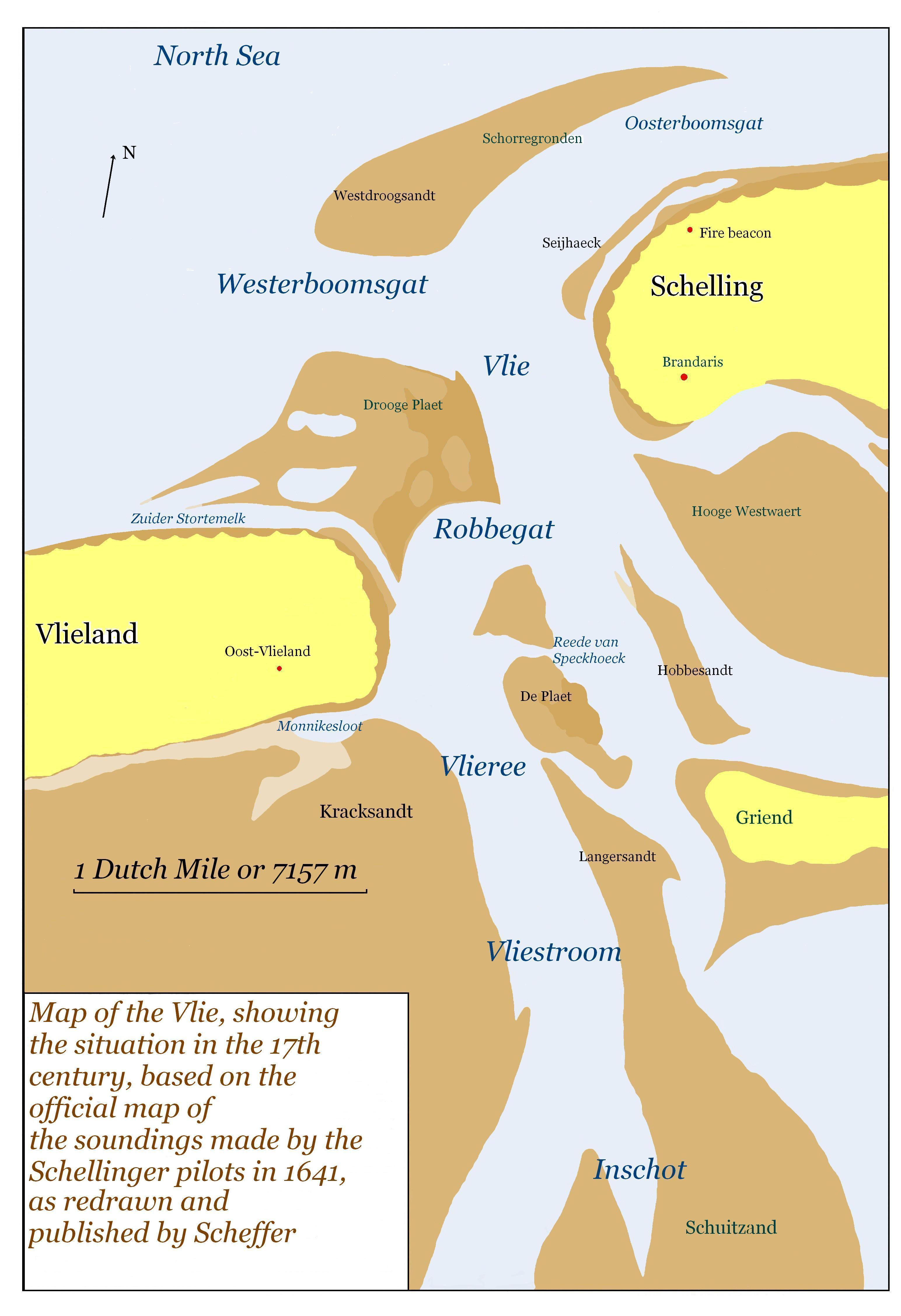
A Vlie-szoros vidéke a 17. század közepén

A holland flotta 1666 tavaszán futott ki a tengerre. Az angolok, akik tudtak a holland hajóhad újjáépítéséről, úgy döntöttek, hogy megpróbálják szétverni azt, mielőtt túlságosan erőre kapna, és májusban maguk is kihajóztak. A felderítők téves jelentése (francia hajóhad közeledtét jelezték) és elbizakodottságuk következtében megosztották erőiket:
- Rupert herceg 20 hajóval a feltételezett franciák ellen indult;
- George Monck 56 hajóval a holland főerők szétverésére.

Amint a hollandok megtudták, hogy az angolok megosztották flottájukat, de Ruyter 86 hajójával azonnal megindult az angol főerők ellen. Zászlóját a vadonatúj, 80 ágyús De Zeven Provinzienre húzta fel. A holland hajóhad a négynapos csatában nagy győzelmet aratott, pedig a harmadik nap estéjére Rupert, Cumberland hercege is befutott húsz hajójával. A hollandok számos egyéb sikerük között elfogták az angol elővéd parancsnokát, sir George Ayscue tengernagyot is. Ez volt a világtörténelemben az egyetlen olyan eset, amikor ilyen magas rangú brit admirális a tengeren esett fogságba. A csatában a hollandok mindössze négy hajót vesztettek, az angolok tizenhetet (nyolc elsüllyedt, kilencet a hollandok elfogtak).
Az angol vereség nem annyira katonailag, mint inkább erkölcsileg és pénzügyileg volt súlyos. Az elvesztett hajók pótlása, a sérültek kijavítása és újra felszerelése, a legénység pótlása túlságosan megterhelte a költségvetést, amit a londoni pestis után a nagy londoni tűzvész már amúgy is kiürített. Az újjáépítés nagyon vontatottan haladt. Ennek hatására Johan de Witt holland főminiszter elővette egy, már az első angol–holland háború óta dédelgetett tervét, és utasította de Ruytert, hajózzon fel a Temzén a Medway torkolatvidékén álló hajóépítő üzemekig, gyújtsa fel azokat, és semmisítse meg a félkész vagy javításra odavitt hajókat.
A tervet a rossz időjárás miatt el kellett halasztani, majd augusztus 4-én a Szent Jakab-napi csatában az angolok kis híján teljesen szétverték a holland főerőket. Bár csak két holland hajó süllyedt el, a legtöbb olyan súlyosan megrongálódott, hogy a flotta csak egy hónap múlva tudott újra kifutni. Elesett a hollandok mindhárom, az elővédben harcoló tengernagya:
- Cornelis Evertsen,
- Rudolf Coenders és
- Tjerk Hiddes de Vries.

Az angolok alaposan kihasználták a holland flotta harcképtelenségét, és egy sir Robert Holmes vezette angol kötelék a Vlie torkolatában kirabolta és felgyújtotta Terschelling városát, miközben 150 holland kereskedőhajót elsüllyesztett. A hollandok amilyen gyorsan csak lehetett, kijavították hajóikat, de az év hátralevő része egy kisebb csetepatét leszámítva harcok nélkül telt el.

### Diplomáciai manőverek
II. Károly újabb békeajánlatában megelégedett volna egy kisebb kártérítéssel és Hollandia néhány további külbirtokával. Orániai Vilmos hatalmi igényeiről már nem esett szó. Ezzel párhuzamosan tárgyalni kezdett Franciaországgal egy Hollandia elleni szövetségről, és ennek érdekében felajánlotta, hogy támogatja a franciák igényét Spanyol-Németalföld megszerzésére. A titkos tárgyalások jól alakultak, úgyhogy a szövetség megkötésére számító II. Károly igyekezett késleltetni a bredai tárgyalásokat. A hollandok nem tudtak a francia-angol közeledésről, de nem bíztak ellenségük békevágyában. Amikor De Witt megtudta, hogy a pénzügyi csődben levő britek leszerelték sorhajóikat, úgy döntött, eljött a többször elhalasztott medwayi rajtaütés ideje.

### A háború harmadik éve

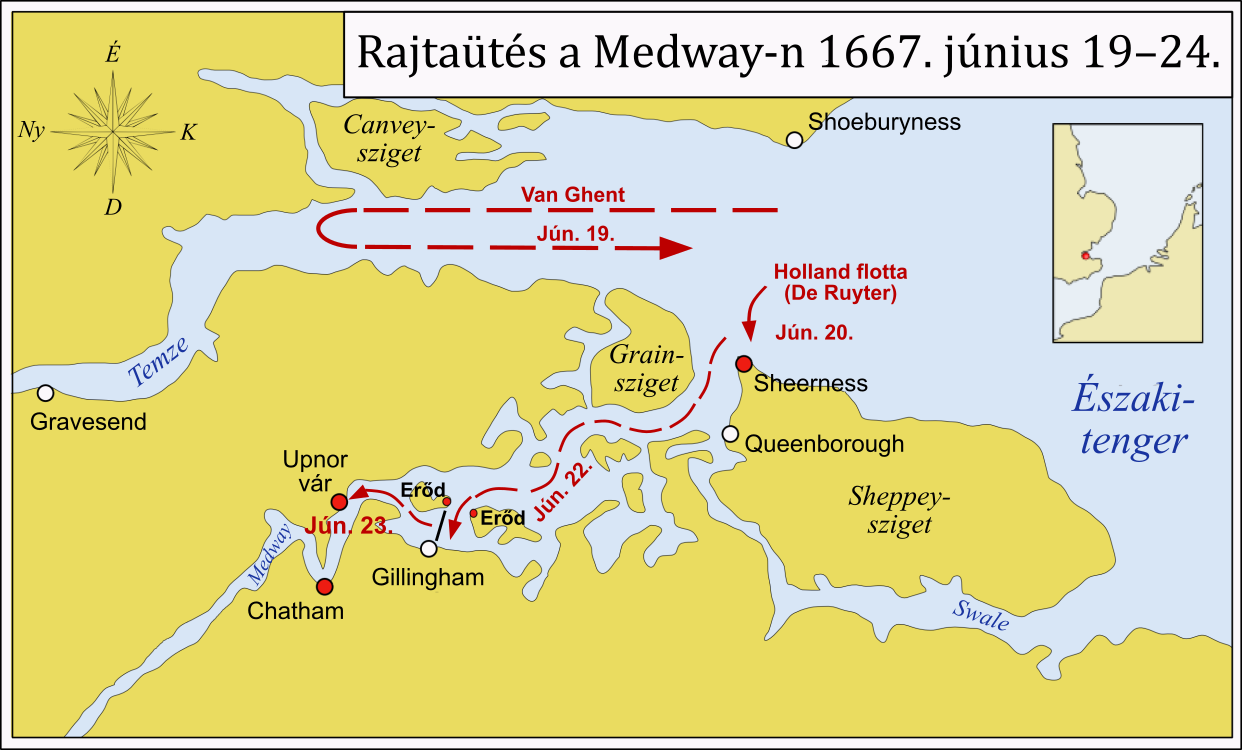
A medwayi rajtaütés

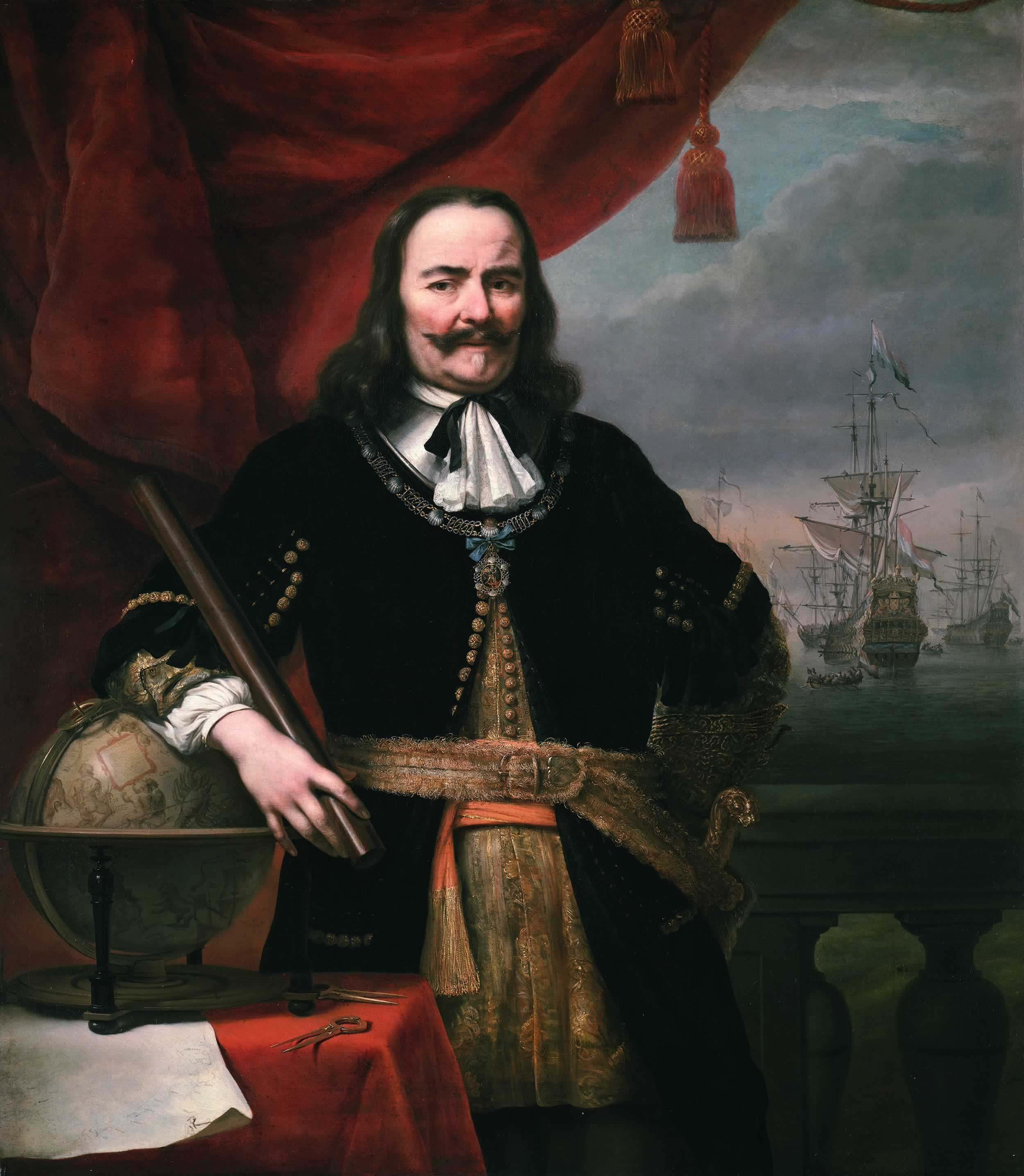
Ferdinand Bol (1616–1680): Michiel Adriaenszoon de Ruyter (1607–1676) holland admirális

A medwayi rajtaütésre végül 1667 június elején került sor: de Ruyter flottája egészen Chathamig fölhajózott a Medway folyón, letörte a hevenyészett ellenállást, és partra tette a világ első tengerészgyalogságát. A tengerészgyalogosok lerombolták a partvédő erődöket, fölégették a hajóépítő és -javító műhelyeket. Gyakorlatilag veszteség nélkül 15 angol sorhajót pusztítottak el, az angol flotta zászlóshajóját, a Royal Charlest pedig elfogták, és hadizsákmányként hazavontatták. Ezután blokád alá vették a Temze torkolatát és a Csatorna angol kikötőit.
A veszteségeken felháborodott angol közvélemény egyre elégedetlenebbül bírálta a megrettent II. Károly külpolitikáját. Újabb aggasztó fordulatként Franciaország megtámadta Spanyol-Németalföldet, és a devolúciós háborúban átütő győzelmet aratott. A francia terjeszkedést az angolok és a hollandok egyaránt fenyegetésként értelmezték. Az angolok abbahagyták a franciákkal kezdett titkos tárgyalásokat, a hollandok pedig hajlandóak voltak elpártolni tőlük. Gyorsan békét kötöttek, majd Svédországgal olyan hármas szövetséget írtak alá, amelynek titkos záradékai egyértelműen a franciák ellen irányultak. Az új szövetség fenyegetésére XIV. Lajosnak le kellett mondania a már meghódított területek nagy részéről.

### A bredai béke

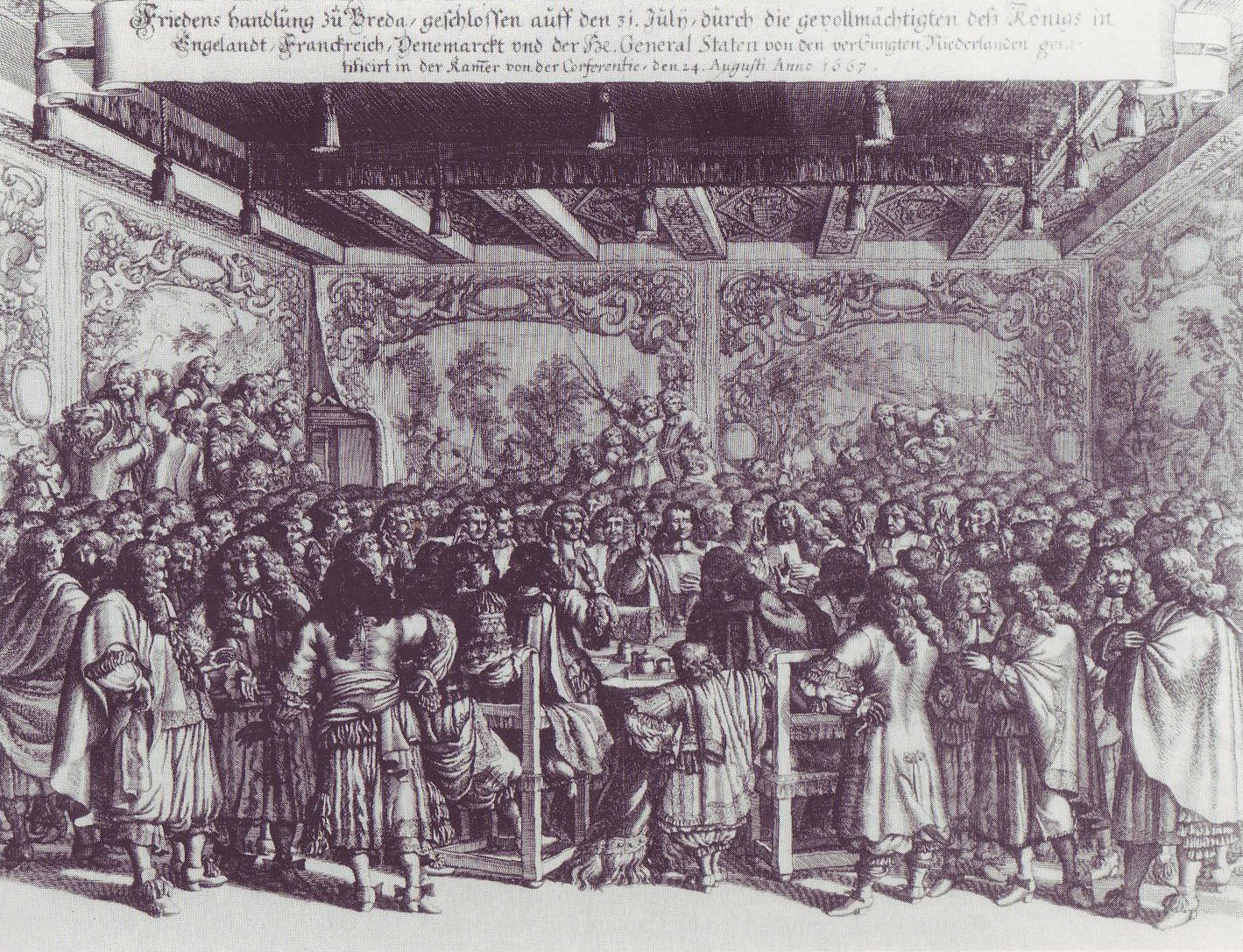
Romeyn de Hooghe (1645-1708): A bredai békekonferencia (részlet)

A béke értelmében az Angol Királyság minden gyarmati hódítását visszaadta Hollandiának, kivéve az elég értéktelennek tekintett észak-amerikai holland gyarmatot (Új-Amszterdam), melyet elcseréltek a Run-szigetre, és ezzel újra a hollandok lettek a szerecsendió kizárólagos szállítói. A Navigation Act rendelkezéseit enyhítették.

## Köztes időszak (1667–1672)
A második angol–holland háborúban a hollandok nemcsak túlnyerték, de túl is értékelték magukat. Nem ismerték fel, hogy Hollandia nem szállhat szembe egyszerre mindkét szomszédos nagyhatalommal, sőt, még azt sem, hogy a szárazföldi hadviselésre az ország végképp alkalmatlan. Maguk ellen fordították mindkét nagyhatalmat, a megalázott Angliát és a Spanyol-Németalföldre éhes Francia Királyságot is. E két ország szövetsége öt év múlva a harmadik angol–holland és a vele egy időben kezdődött francia–holland háborúhoz (1672–1679), a de Witt testvérek bukásához és meggyilkolásához, sőt, kis híján Hollandia teljes pusztulásához vezetett.
A holland haditengerészetben a köztes időszak de Ruyter megfellebbezhetetlen tekintélyének időszaka volt, és ő tanult a második háború hibáiból. Úgy vélte, hogy a holland flotta még sikeresebb szereplésének döntő akadálya a hiányos kiképzés és a fegyelmezetlenség, ezért sorozatos gyakorlatokkal nevelte engedelmességre, a parancsok pontos, gyors teljesítésére beosztottait. A szárazföldi tüzérségnél szerzett tapasztalatai alapján kiemelten fontosnak tartotta a hajótüzérséget, így lőgyakorlatok sorával készítette föl hajóit a hadviselésre.

### Francia–angol szövetség

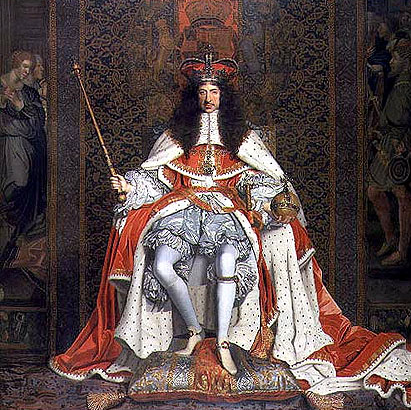
II. Károly angol király

Johan de Witt megpróbálta elhitetni a franciákkal, hogy a hármas szövetség valójában Spanyolországra kívánt nyomást gyakorolni a mielőbbi megállapodás érdekében. A főpenzionárius és Hollandia nagy szerencsétlenségére az angolok már 1668 első felében kiadták Franciaország londoni nagykövetének a hármas szövetség szerződésének titkos cikkelyeit. XIV. Lajos ebből megtudta, hogy hogy a hármas szövetség egy hatalmas franciaellenes koalíció alapja. Rájött arra is, hogy ha meg akarja szerezni Spanyol-Németalföldet, akkor először az Egyesült Tartományok ellenállását kell megtörnie, mert nem számíthat sikerre a kontinensen a két nagy tengeri hatalom ellenében. Az új veszélyért személyesen Johan de Wittet okolta, meggyőződése volt, hogy a hármas szövetséget ő kovácsolta. Az elkövetkező négy évben felkészült az Egyesült Tartományok elleni büntető hadjáratra, és közben mindent elkövetett, hogy aláaknázza a hármas szövetséget.
1669 márciusában II. Károly angol király titkos tárgyalásokat kezdeményezett a francia királlyal. A titkos szerződést 1670. május 22-én Doverben írták alá. A hollandok elleni háború feltételeként az angolok egymillió fontot kértek előre és további 300 000 fontot a háború minden évére. További 200 000 fontért Károly vállalta, hogy  „amint az országának ügyei lehetővé teszik”, de lehetőleg fél éven belül áttér a katolikus hitre. XIV. Lajos csak ezután dönthette el, mikor üzenjenek közösen hadat Hollandiának.
A szárazföldi hadműveletek fő terhét Franciaország vállalta magára, a tengeri harcokét pedig Anglia. A hollandoktól elfoglalt területekből Angliának járt a Schelde folyó torkolatánál lévő három sziget. A doveri szerződés annyira titkos volt, hogy még a király öttagú tanácsadói testülete (a Cabal) nem katolikus tagjai sem tudhattak róla, ezért ennek álcázására látszólag végigtárgyaltak és megkötöttek egy másik, a katolikus hitre áttérés passzusait nem tartalmazó szerződést is — amiben az angolok a franciák nagy meglepetésére két újabb szigetet követeltek maguknak. XIV. Lajos ebbe is beleegyezett, úgyhogy a londoni szerződést ilyen feltételekkel írták alá.
A harmadik angol–holland háborút is az angolok robbantották ki. Ürügyként a Navigation Act-nek egy, a bredai békében egyébként érvénytelenített passzusát használták fel, miszerint a holland flotta hadihajói nem tisztelegtek a William Temple nagykövet feleségét hazaszállító jacht angol zászlajának. A hollandok rendkívül engedékenyen reagáltak az angol követelésekre, az angol küldöttség azonban teljesíthetetlen ultimátumot adott át, majd annak elutasítása után 1672. március 17-én Anglia hadat üzent Hollandiának.

## A harmadik háború (1672–1674)

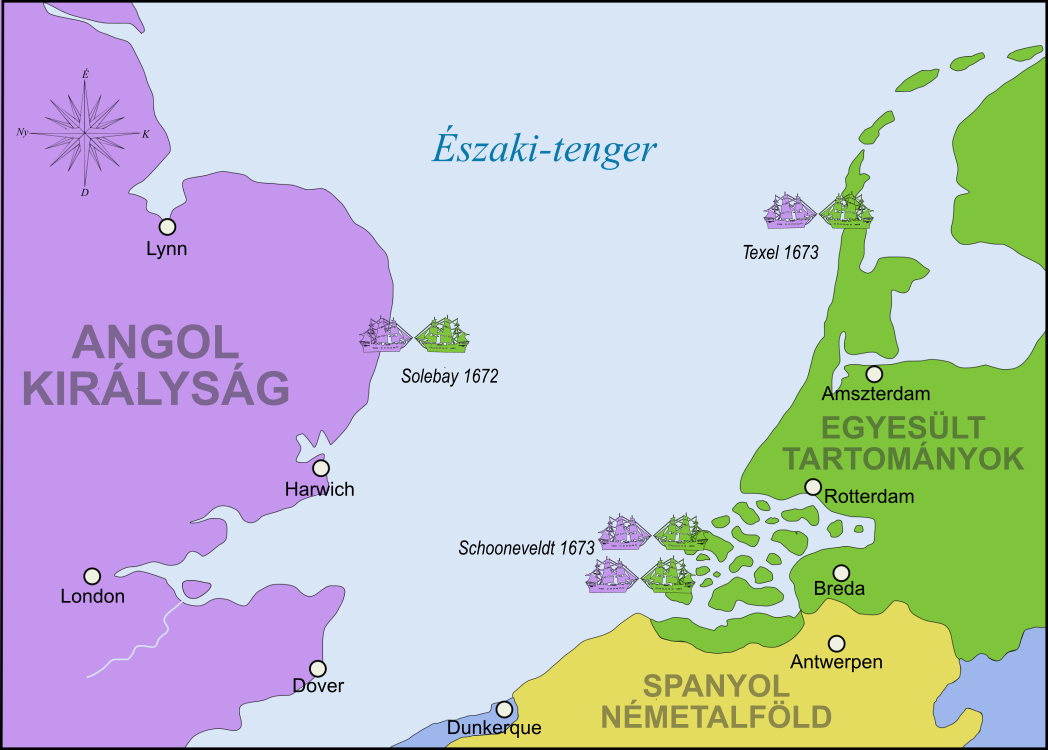
A harmadik háború fontosabb csatái

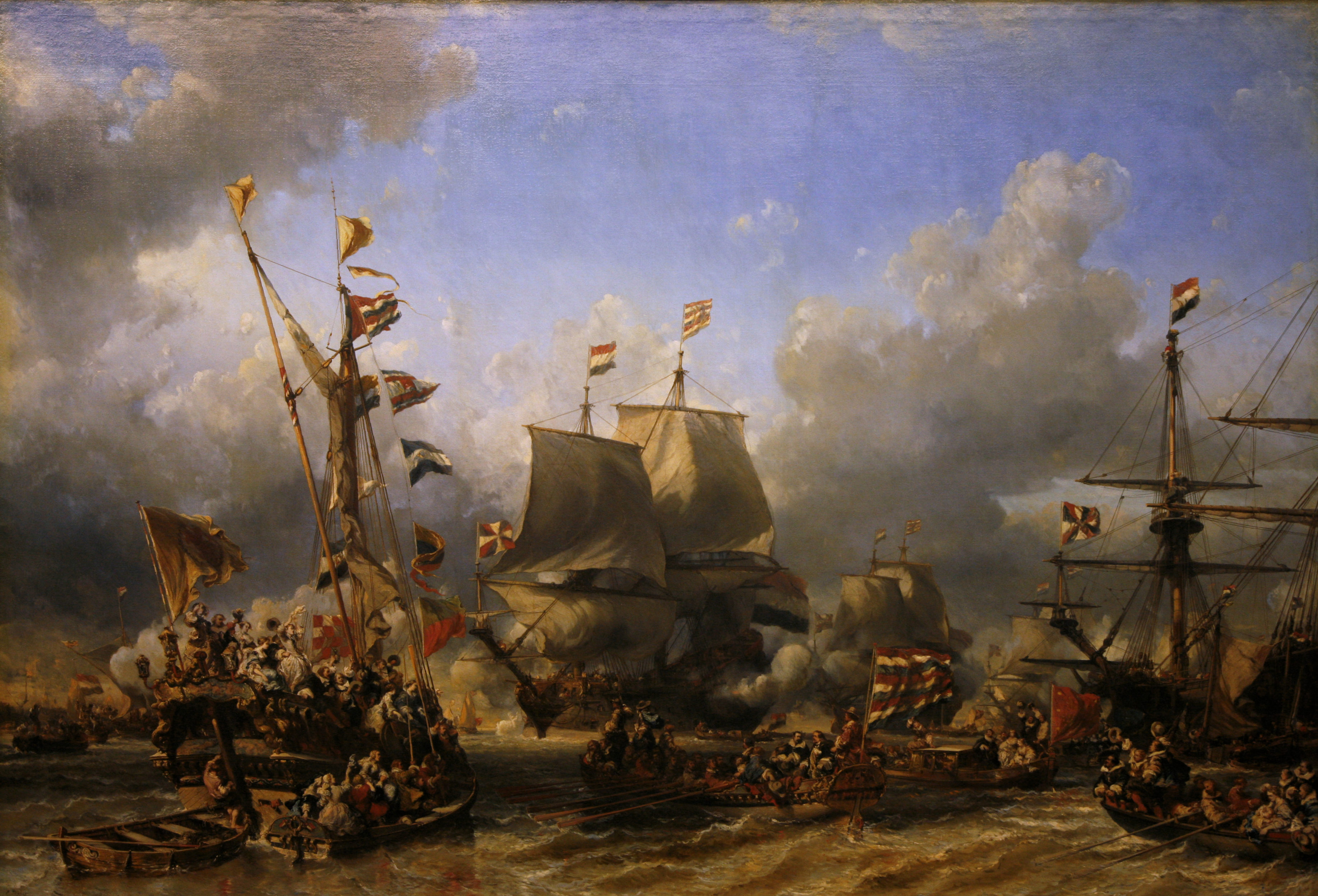
A holland flotta a texeli csatába indul (Párizs, Tengerészeti Múzeum

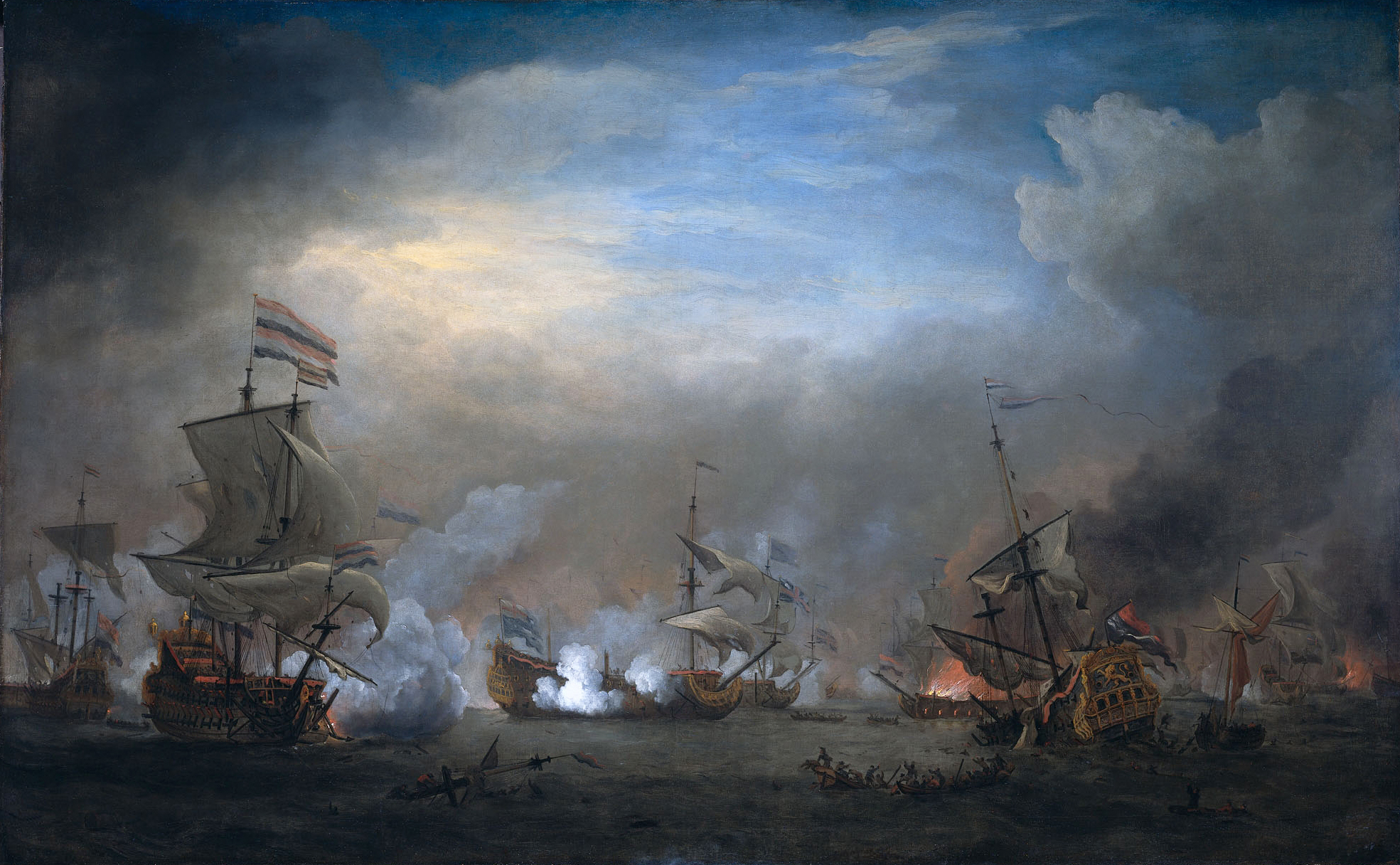
Cornelis Tromp zászlóshajója, az Arany oroszlán (Gouden Leeuw) és Eward Spragg zászlóshajója, a Királyi herceg (Royal Prince) a texeli csatában (Ifj. Willem van de Velde képén)

A harmadik angol–holland háború lényegesen különbözött az első kettőtől: ebben az Egyesült Tartományok fő ellenfele nem Anglia volt, hanem Franciaország, és a hollandoknak elsősorban a szárazföldön kellett helytállniuk. Az óriási fenyegetés miatt a hajók egyharmadát leszerelték, és a tengerészek katonaként harcoltak. Az angol–francia hadiflotta így nagy számbeli fölénybe került, bár a konkrét adatok rendkívül bizonytalanok:
- egyes történészek[4] szerint
  - szövetségesek: 98 hadihajó, 6000 ágyú, 34 000 ember,
  - hollandok: 75 hajó, 4500 ágyú és 20 000 ember;
- mások[5] szerint
  - szövetségesek: 172 hadihajó, 5000 ágyú és 26 000 ember,
  - hollandok: 130 hajó, 4500 ágyú és 26 000 ember.

Annyi bizonyos, hogy az angol flottát a franciák harminc hajóval segítették, ezek azonban a tervezett április 15-e helyett csak május 3-án érkeztek meg.
Az egyesített flotta élén Jakab yorki herceg állt, közvetlen helyettese a francia D’Estrées. A holland flotta főparancsnoka Michiel de Ruyter admirális volt.
A gondos felkészülés eredményeként a már idős embernek (és kivált tengerésznek) számító de Ruyter négy fontos stratégiai győzelmet aratott:
- solebayi csata (1672. június)
- első schooneveldi csata (1673. június 7.)
- második schooneveldi csata (1673. június 14.)
- texeli csata (1673. augusztus 21.)

a nagy túlerőben levő, egyesült angol–francia flotta ellen, megmentve Hollandiát az ellenség partraszállásától, és az utána elkerülhetetlen katonai összeomlástól. A kudarcok miatt Anglia különbékét kötött Hollandiával, de a franciák folytatták a hódító háborút, és a hollandok szövetségese ezúttal Spanyolország volt. A spanyolok holland flottatámogatást kértek a Földközi-tengeren, és azt, hogy a hajóraj parancsnoka de Ruyter legyen. A hollandok csak 15 hajót küldtek, de beleegyeztek, hogy ezeket de Ruyter vezesse. De Ruyter Szicília közelében még egyszer legyőzte a franciákat, ám 1676. április 22-én, az augustai csatában egy ágyúgolyó mindkét lábszárát összezúzta, és az admirális belehalt a seblázba. A holland flottában hat hadihajó lett róla elnevezve (lásd De Ruyter (egyértelműsítő lap)), illetve hét hadihajó lett zászlóshajójáról, a De Zeven Provinciën-ről elnevezve.